# Mistrovství světa v basketbalu mužů 2014
17. Mistrovství světa v basketbalu mužů proběhlo od 30. srpna do 14. září ve Španělsku. Mistrovství se zúčastnilo 24 týmů, které se utkaly ve čtyřech základních skupinách po šesti týmech. Z každé skupiny postoupily čtyři nejlepší týmy do vyřazovacích bojů o medaile. Týmy na pátém a šestém místě v turnaji skončily. Titul mistra světa obhájil tým Spojených států, čímž si zajistil kvalifikaci na Letní olympijské hry 2016.

## Kvalifikace
| Pořadatel - Španělsko LOH 2012 - USA Divoká karta - Brazílie - Finsko - Řecko - Turecko | Mistrovství Evropy 2013 - Chorvatsko - Francie - Litva - Slovinsko - Srbsko - Ukrajina | Mistrovství Afriky 2013 - Angola - Egypt - Senegal Mistrovství Asie 2013 - Írán - Filipíny - Jižní Korea | Mistrovství Ameriky 2013 - Argentina - Dominikánská rep. - Mexiko - Portoriko Mistrovství Oceánie 2013 - Austrálie - Nový Zéland |

## Pořadatelská města
| Madrid                                        | Barcelona        | Granada                                  | Barakaldo        | Sevilla                                 | Las Palmas         |
| Palacio de Deportes de la Comunidad de Madrid | Palau Sant Jordi | Palacio Municipal de Deportes de Granada | Bizkaia Arena    | Palacio Municipal de Deportes San Pablo | Gran Canaria Arena |
| Kapacita: 15 500                              | Kapacita: 16 500 | Kapacita: 7 500                          | Kapacita: 15 414 | Kapacita: 10 200                        | Kapacita: 11 500   |
|                                               |                  |                                          |                  |                                         |                    |

## Výsledky a tabulky

### Základní skupiny

#### Skupina A
|    |           | ESP   | BRA    | FRA   | SER   | IRN   | EGY    | V | P | Skóre   | B  |
| 1. | Španělsko | ***   | 82:63  | 89:63 | 88:64 | 90:60 | 91:54  | 5 | 0 | 440:314 | 10 |
| 2. | Brazílie  | 63:82 | ***    | 65:63 | 81:73 | 79:50 | 128:65 | 4 | 1 | 416:333 | 9  |
| 3. | Francie   | 64:88 | 63:65  | ***   | 74:73 | 81:76 | 94:55  | 3 | 2 | 376:357 | 8  |
| 4. | Srbsko    | 63:89 | 73:81  | 73:74 | ***   | 83:70 | 85:64  | 2 | 3 | 387:378 | 7  |
| 5. | Írán      | 60:90 | 50:79  | 76:81 | 70:83 | ***   | 88:73  | 1 | 4 | 344:406 | 6  |
| 6. | Egypt     | 54:90 | 65:128 | 55:94 | 64:85 | 73:88 | ***    | 0 | 5 | 312:486 | 5  |

| 30. srpna 2014 15:30 | Boxscore | Egypt                                           | 64 – 85 | Srbsko      |  | Palacio Municipal de Deportes de Granada, Granada Počet diváků: 3 000 Rozhodčí: Jorge Vázquez (PUR), Rüştü Nuran (TUR), Michael Weiland (CAN) |
| 30. srpna 2014 15:30 | Boxscore | Skóre po čtvrtinách: 13:21, 18:22, 12:25, 21:17 |         |             |  | Palacio Municipal de Deportes de Granada, Granada Počet diváků: 3 000 Rozhodčí: Jorge Vázquez (PUR), Rüştü Nuran (TUR), Michael Weiland (CAN) |
| 30. srpna 2014 15:30 | Boxscore | El-Gammal 12                                    | Body    | Teodosić 15 |  | Palacio Municipal de Deportes de Granada, Granada Počet diváků: 3 000 Rozhodčí: Jorge Vázquez (PUR), Rüştü Nuran (TUR), Michael Weiland (CAN) |
| 30. srpna 2014 15:30 | Boxscore | Elmekawi 5                                      | Dosk.   | Birčević 9  |  | Palacio Municipal de Deportes de Granada, Granada Počet diváků: 3 000 Rozhodčí: Jorge Vázquez (PUR), Rüştü Nuran (TUR), Michael Weiland (CAN) |
| 30. srpna 2014 15:30 | Boxscore | El-Sabagh 5                                     | Asist.  | 3 hráči 4   |  | Palacio Municipal de Deportes de Granada, Granada Počet diváků: 3 000 Rozhodčí: Jorge Vázquez (PUR), Rüştü Nuran (TUR), Michael Weiland (CAN) |

| 30. srpna 2014 18:00 | Boxscore | Francie                                        | 63 – 65 | Brazílie   |  | Palacio Municipal de Deportes de Granada, Granada Počet diváků: 4 200 Rozhodčí: Christos Christodoulou (GRE), Anthony Jordan (USA), Vaughan Mayberry (AUS) |
| 30. srpna 2014 18:00 | Boxscore | Skóre po čtvrtinách: 18:11, 8:17, 15:18, 22:19 |         |            |  | Palacio Municipal de Deportes de Granada, Granada Počet diváků: 4 200 Rozhodčí: Christos Christodoulou (GRE), Anthony Jordan (USA), Vaughan Mayberry (AUS) |
| 30. srpna 2014 18:00 | Boxscore | Diaw 15                                        | Body    | Huertas 16 |  | Palacio Municipal de Deportes de Granada, Granada Počet diváků: 4 200 Rozhodčí: Christos Christodoulou (GRE), Anthony Jordan (USA), Vaughan Mayberry (AUS) |
| 30. srpna 2014 18:00 | Boxscore | Diaw 6                                         | Dosk.   | Varejão 9  |  | Palacio Municipal de Deportes de Granada, Granada Počet diváků: 4 200 Rozhodčí: Christos Christodoulou (GRE), Anthony Jordan (USA), Vaughan Mayberry (AUS) |
| 30. srpna 2014 18:00 | Boxscore | Diaw 5                                         | Asist.  | Huertas 5  |  | Palacio Municipal de Deportes de Granada, Granada Počet diváků: 4 200 Rozhodčí: Christos Christodoulou (GRE), Anthony Jordan (USA), Vaughan Mayberry (AUS) |

| 30. srpna 2014 22:00 | Boxscore | Írán                                            | 60 – 90 | Španělsko   |  | Palacio Municipal de Deportes de Granada, Granada Počet diváků: 7 000 Rozhodčí: Guerrino Cerebuch (ITA), Yuji Hirahara (JPN), Borys Ryzhyk (UKR) |
| 30. srpna 2014 22:00 | Boxscore | Skóre po čtvrtinách: 18:27, 15:21, 17:22, 10:20 |         |             |  | Palacio Municipal de Deportes de Granada, Granada Počet diváků: 7 000 Rozhodčí: Guerrino Cerebuch (ITA), Yuji Hirahara (JPN), Borys Ryzhyk (UKR) |
| 30. srpna 2014 22:00 | Boxscore | Kamrani 18                                      | Body    | P. Gasol 33 |  | Palacio Municipal de Deportes de Granada, Granada Počet diváků: 7 000 Rozhodčí: Guerrino Cerebuch (ITA), Yuji Hirahara (JPN), Borys Ryzhyk (UKR) |
| 30. srpna 2014 22:00 | Boxscore | Haddadi 15                                      | Dosk.   | M. Gasol 10 |  | Palacio Municipal de Deportes de Granada, Granada Počet diváků: 7 000 Rozhodčí: Guerrino Cerebuch (ITA), Yuji Hirahara (JPN), Borys Ryzhyk (UKR) |
| 30. srpna 2014 22:00 | Boxscore | Nikkhah 4                                       | Asist.  | Rubio 5     |  | Palacio Municipal de Deportes de Granada, Granada Počet diváků: 7 000 Rozhodčí: Guerrino Cerebuch (ITA), Yuji Hirahara (JPN), Borys Ryzhyk (UKR) |

| 31. srpna 2014 15:30 | Boxscore | Srbsko                                          | 73 – 74 | Francie      |  | Palacio Municipal de Deportes de Granada, Granada Počet diváků: 7 070 Rozhodčí: Guerrino Cerebuch (ITA), Borys Ryzhyk (UKR), Jorge Vázquez (PUR) |
| 31. srpna 2014 15:30 | Boxscore | Skóre po čtvrtinách: 21:20, 21:14, 20:26, 11:14 |         |              |  | Palacio Municipal de Deportes de Granada, Granada Počet diváků: 7 070 Rozhodčí: Guerrino Cerebuch (ITA), Borys Ryzhyk (UKR), Jorge Vázquez (PUR) |
| 31. srpna 2014 15:30 | Boxscore | Raduljica 21                                    | Body    | Lauvergne 19 |  | Palacio Municipal de Deportes de Granada, Granada Počet diváků: 7 070 Rozhodčí: Guerrino Cerebuch (ITA), Borys Ryzhyk (UKR), Jorge Vázquez (PUR) |
| 31. srpna 2014 15:30 | Boxscore | Raduljica 7                                     | Dosk.   | Batum 6      |  | Palacio Municipal de Deportes de Granada, Granada Počet diváků: 7 070 Rozhodčí: Guerrino Cerebuch (ITA), Borys Ryzhyk (UKR), Jorge Vázquez (PUR) |
| 31. srpna 2014 15:30 | Boxscore | Teodosić 5                                      | Asist.  | Heurtel 6    |  | Palacio Municipal de Deportes de Granada, Granada Počet diváků: 7 070 Rozhodčí: Guerrino Cerebuch (ITA), Borys Ryzhyk (UKR), Jorge Vázquez (PUR) |

| 31. srpna 2014 18:00 | Boxscore | Brazílie                                       | 79 – 50 | Írán              |  | Palacio Municipal de Deportes de Granada, Granada Počet diváků: 7 070 Rozhodčí: Michael Weiland (CAN), Oļegs Latiševs (LAT), Rüştü Nuran (TUR) |
| 31. srpna 2014 18:00 | Boxscore | Skóre po čtvrtinách: 17:18, 23:6, 21:12, 18:14 |         |                   |  | Palacio Municipal de Deportes de Granada, Granada Počet diváků: 7 070 Rozhodčí: Michael Weiland (CAN), Oļegs Latiševs (LAT), Rüştü Nuran (TUR) |
| 31. srpna 2014 18:00 | Boxscore | Garcia 12                                      | Body    | Jamshidi 13       |  | Palacio Municipal de Deportes de Granada, Granada Počet diváků: 7 070 Rozhodčí: Michael Weiland (CAN), Oļegs Latiševs (LAT), Rüştü Nuran (TUR) |
| 31. srpna 2014 18:00 | Boxscore | Varejão, Splitter 6                            | Dosk.   | Haddadi 7         |  | Palacio Municipal de Deportes de Granada, Granada Počet diváků: 7 070 Rozhodčí: Michael Weiland (CAN), Oļegs Latiševs (LAT), Rüştü Nuran (TUR) |
| 31. srpna 2014 18:00 | Boxscore | Huertas 6                                      | Asist.  | Afagh, Jamshidi 2 |  | Palacio Municipal de Deportes de Granada, Granada Počet diváků: 7 070 Rozhodčí: Michael Weiland (CAN), Oļegs Latiševs (LAT), Rüştü Nuran (TUR) |

| 31. srpna 2014 22:00 | Boxscore | Španělsko                                       | 91 – 54 | Egypt        |  | Palacio Municipal de Deportes de Granada, Granada Počet diváků: 7 691 Rozhodčí: Anthony Jordan (USA), Christos Christodoulou (GRE), Vaughan Mayberry (AUS) |
| 31. srpna 2014 22:00 | Boxscore | Skóre po čtvrtinách: 26:10, 16:14, 22:13, 27:17 |         |              |  | Palacio Municipal de Deportes de Granada, Granada Počet diváků: 7 691 Rozhodčí: Anthony Jordan (USA), Christos Christodoulou (GRE), Vaughan Mayberry (AUS) |
| 31. srpna 2014 22:00 | Boxscore | Ibaka 18                                        | Body    | El-Gammal 16 |  | Palacio Municipal de Deportes de Granada, Granada Počet diváků: 7 691 Rozhodčí: Anthony Jordan (USA), Christos Christodoulou (GRE), Vaughan Mayberry (AUS) |
| 31. srpna 2014 22:00 | Boxscore | Ibaka 8                                         | Dosk.   | Ibrahim 7    |  | Palacio Municipal de Deportes de Granada, Granada Počet diváků: 7 691 Rozhodčí: Anthony Jordan (USA), Christos Christodoulou (GRE), Vaughan Mayberry (AUS) |
| 31. srpna 2014 22:00 | Boxscore | Rubio 7                                         | Asist.  | El-Gammal 3  |  | Palacio Municipal de Deportes de Granada, Granada Počet diváků: 7 691 Rozhodčí: Anthony Jordan (USA), Christos Christodoulou (GRE), Vaughan Mayberry (AUS) |

| 1. září 2014 15:30 | Boxscore | Írán                                            | 70 – 83 | Srbsko     |  | Palacio Municipal de Deportes de Granada, Granada Počet diváků: 6 597 Rozhodčí: Christos Christodoulou (GRE), Vaughan Mayberry (AUS), Rüştü Nuran (TUR) |
| 1. září 2014 15:30 | Boxscore | Skóre po čtvrtinách: 18:21, 20:21, 13:25, 19:16 |         |            |  | Palacio Municipal de Deportes de Granada, Granada Počet diváků: 6 597 Rozhodčí: Christos Christodoulou (GRE), Vaughan Mayberry (AUS), Rüştü Nuran (TUR) |
| 1. září 2014 15:30 | Boxscore | Haddadi 29                                      | Body    | Bjelica 18 |  | Palacio Municipal de Deportes de Granada, Granada Počet diváků: 6 597 Rozhodčí: Christos Christodoulou (GRE), Vaughan Mayberry (AUS), Rüştü Nuran (TUR) |
| 1. září 2014 15:30 | Boxscore | Haddadi 5                                       | Dosk.   | Bjelica 10 |  | Palacio Municipal de Deportes de Granada, Granada Počet diváků: 6 597 Rozhodčí: Christos Christodoulou (GRE), Vaughan Mayberry (AUS), Rüştü Nuran (TUR) |
| 1. září 2014 15:30 | Boxscore | Nikkhah 7                                       | Asist.  | Teodosić 9 |  | Palacio Municipal de Deportes de Granada, Granada Počet diváků: 6 597 Rozhodčí: Christos Christodoulou (GRE), Vaughan Mayberry (AUS), Rüştü Nuran (TUR) |

| 1. září 2014 18:00 | Boxscore | Francie                                         | 94 – 55 | Egypt        |  | Palacio Municipal de Deportes de Granada, Granada Počet diváků: 6 597 Rozhodčí: Michael Weiland (CAN), Yuji Hirahara (JPN), Oļegs Latiševs (LAT) |
| 1. září 2014 18:00 | Boxscore | Skóre po čtvrtinách: 23:15, 26:11, 19:10, 26:19 |         |              |  | Palacio Municipal de Deportes de Granada, Granada Počet diváků: 6 597 Rozhodčí: Michael Weiland (CAN), Yuji Hirahara (JPN), Oļegs Latiševs (LAT) |
| 1. září 2014 18:00 | Boxscore | Lauvergne 12                                    | Body    | El-Gammal 12 |  | Palacio Municipal de Deportes de Granada, Granada Počet diváků: 6 597 Rozhodčí: Michael Weiland (CAN), Yuji Hirahara (JPN), Oļegs Latiševs (LAT) |
| 1. září 2014 18:00 | Boxscore | Lauvergne 7                                     | Dosk.   | El-Gammal 4  |  | Palacio Municipal de Deportes de Granada, Granada Počet diváků: 6 597 Rozhodčí: Michael Weiland (CAN), Yuji Hirahara (JPN), Oļegs Latiševs (LAT) |
| 1. září 2014 18:00 | Boxscore | Heurtel 8                                       | Asist.  | El-Gammal 3  |  | Palacio Municipal de Deportes de Granada, Granada Počet diváků: 6 597 Rozhodčí: Michael Weiland (CAN), Yuji Hirahara (JPN), Oļegs Latiševs (LAT) |

| 1. září 2014 22:00 | Boxscore | Brazílie                                        | 63 – 82 | Španělsko   |  | Palacio Municipal de Deportes de Granada, Granada Počet diváků: 8 810 Rozhodčí: Jorge Vázquez (PUR), Anthony Jordan (USA), Borys Ryzhyk (UKR) |
| 1. září 2014 22:00 | Boxscore | Skóre po čtvrtinách: 14:30, 18:15, 15:21, 16:16 |         |             |  | Palacio Municipal de Deportes de Granada, Granada Počet diváků: 8 810 Rozhodčí: Jorge Vázquez (PUR), Anthony Jordan (USA), Borys Ryzhyk (UKR) |
| 1. září 2014 22:00 | Boxscore | Barbosa 11                                      | Body    | P. Gasol 26 |  | Palacio Municipal de Deportes de Granada, Granada Počet diváků: 8 810 Rozhodčí: Jorge Vázquez (PUR), Anthony Jordan (USA), Borys Ryzhyk (UKR) |
| 1. září 2014 22:00 | Boxscore | Nenê, Marquinhos 5                              | Dosk.   | P. Gasol 9  |  | Palacio Municipal de Deportes de Granada, Granada Počet diváků: 8 810 Rozhodčí: Jorge Vázquez (PUR), Anthony Jordan (USA), Borys Ryzhyk (UKR) |
| 1. září 2014 22:00 | Boxscore | Barbosa, Taylor 2                               | Asist.  | Rubio 6     |  | Palacio Municipal de Deportes de Granada, Granada Počet diváků: 8 810 Rozhodčí: Jorge Vázquez (PUR), Anthony Jordan (USA), Borys Ryzhyk (UKR) |

| 3. září 2014 15:30 | Boxscore | Egypt                                           | 73 – 88 | Írán       |  | Palacio Municipal de Deportes de Granada, Granada Počet diváků: 4 122 Rozhodčí: Anthony Jordan (USA), Yuji Hirahara (JPN), Borys Ryzhyk (UKR) |
| 3. září 2014 15:30 | Boxscore | Skóre po čtvrtinách: 15:27, 26:21, 15:16, 17:24 |         |            |  | Palacio Municipal de Deportes de Granada, Granada Počet diváků: 4 122 Rozhodčí: Anthony Jordan (USA), Yuji Hirahara (JPN), Borys Ryzhyk (UKR) |
| 3. září 2014 15:30 | Boxscore | Shousha 15                                      | Body    | Nikkhah 24 |  | Palacio Municipal de Deportes de Granada, Granada Počet diváků: 4 122 Rozhodčí: Anthony Jordan (USA), Yuji Hirahara (JPN), Borys Ryzhyk (UKR) |
| 3. září 2014 15:30 | Boxscore | Kamal 5                                         | Dosk.   | Haddadi 15 |  | Palacio Municipal de Deportes de Granada, Granada Počet diváků: 4 122 Rozhodčí: Anthony Jordan (USA), Yuji Hirahara (JPN), Borys Ryzhyk (UKR) |
| 3. září 2014 15:30 | Boxscore | El-Gammal, El-Sabagh 3                          | Asist.  | Nikkhah 6  |  | Palacio Municipal de Deportes de Granada, Granada Počet diváků: 4 122 Rozhodčí: Anthony Jordan (USA), Yuji Hirahara (JPN), Borys Ryzhyk (UKR) |

| 3. září 2014 18:00 | Boxscore | Srbsko                                         | 71 – 83 | Brazílie   |  | Palacio Municipal de Deportes de Granada, Granada Počet diváků: 4 122 Rozhodčí: Christos Christodoulou (GRE), Vaughan Mayberry (AUS), Michael Weiland (CAN) |
| 3. září 2014 18:00 | Boxscore | Skóre po čtvrtinách: 16:23, 16:25, 32:12, 9:21 |         |            |  | Palacio Municipal de Deportes de Granada, Granada Počet diváků: 4 122 Rozhodčí: Christos Christodoulou (GRE), Vaughan Mayberry (AUS), Michael Weiland (CAN) |
| 3. září 2014 18:00 | Boxscore | Teodosić 14                                    | Body    | Vieira 21  |  | Palacio Municipal de Deportes de Granada, Granada Počet diváků: 4 122 Rozhodčí: Christos Christodoulou (GRE), Vaughan Mayberry (AUS), Michael Weiland (CAN) |
| 3. září 2014 18:00 | Boxscore | Bjelica, Raduljica 5                           | Dosk.   | Varejão 9  |  | Palacio Municipal de Deportes de Granada, Granada Počet diváků: 4 122 Rozhodčí: Christos Christodoulou (GRE), Vaughan Mayberry (AUS), Michael Weiland (CAN) |
| 3. září 2014 18:00 | Boxscore | Teodosić 5                                     | Asist.  | Splitter 6 |  | Palacio Municipal de Deportes de Granada, Granada Počet diváků: 4 122 Rozhodčí: Christos Christodoulou (GRE), Vaughan Mayberry (AUS), Michael Weiland (CAN) |

| 3. září 2014 22:00 | Boxscore | Španělsko                                       | 88 – 64 | Francie        |  | Palacio Municipal de Deportes de Granada, Granada Počet diváků: 8 849 Rozhodčí: Guerrino Cerebuch (ITA), Oļegs Latiševs (LAT), Jorge Vázquez (PUR) |
| 3. září 2014 22:00 | Boxscore | Skóre po čtvrtinách: 22:19, 22:15, 21:16, 23:14 |         |                |  | Palacio Municipal de Deportes de Granada, Granada Počet diváků: 8 849 Rozhodčí: Guerrino Cerebuch (ITA), Oļegs Latiševs (LAT), Jorge Vázquez (PUR) |
| 3. září 2014 22:00 | Boxscore | M. Gasol 17                                     | Body    | Batum, Diot 11 |  | Palacio Municipal de Deportes de Granada, Granada Počet diváků: 8 849 Rozhodčí: Guerrino Cerebuch (ITA), Oļegs Latiševs (LAT), Jorge Vázquez (PUR) |
| 3. září 2014 22:00 | Boxscore | Ibaka 8                                         | Dosk.   | Pietrus 8      |  | Palacio Municipal de Deportes de Granada, Granada Počet diváků: 8 849 Rozhodčí: Guerrino Cerebuch (ITA), Oļegs Latiševs (LAT), Jorge Vázquez (PUR) |
| 3. září 2014 22:00 | Boxscore | Rubio 8                                         | Asist.  | Diaw 3         |  | Palacio Municipal de Deportes de Granada, Granada Počet diváků: 8 849 Rozhodčí: Guerrino Cerebuch (ITA), Oļegs Latiševs (LAT), Jorge Vázquez (PUR) |

| 4. září 2014 15:30 | Boxscore | Brazílie                                        | 128 – 65 | Egypt             |  | Palacio Municipal de Deportes de Granada, Granada Počet diváků: 6 928 Rozhodčí: Guerrino Cerebuch (ITA), Oļegs Latiševs (LAT), Borys Ryzhyk (UKR) |
| 4. září 2014 15:30 | Boxscore | Skóre po čtvrtinách: 37:10, 30:13, 24:25, 37:17 |          |                   |  | Palacio Municipal de Deportes de Granada, Granada Počet diváků: 6 928 Rozhodčí: Guerrino Cerebuch (ITA), Oļegs Latiševs (LAT), Borys Ryzhyk (UKR) |
| 4. září 2014 15:30 | Boxscore | Barbosa 22                                      | Body     | El-Gammal 16      |  | Palacio Municipal de Deportes de Granada, Granada Počet diváků: 6 928 Rozhodčí: Guerrino Cerebuch (ITA), Oļegs Latiševs (LAT), Borys Ryzhyk (UKR) |
| 4. září 2014 15:30 | Boxscore | Varejão 10                                      | Dosk.    | Gendy, Elmekawi 5 |  | Palacio Municipal de Deportes de Granada, Granada Počet diváků: 6 928 Rozhodčí: Guerrino Cerebuch (ITA), Oļegs Latiševs (LAT), Borys Ryzhyk (UKR) |
| 4. září 2014 15:30 | Boxscore | Neto 10                                         | Asist.   | El-Gammal 5       |  | Palacio Municipal de Deportes de Granada, Granada Počet diváků: 6 928 Rozhodčí: Guerrino Cerebuch (ITA), Oļegs Latiševs (LAT), Borys Ryzhyk (UKR) |

| 4. září 2014 18:00 | Boxscore | Írán                                            | 76 – 81 | Francie     |  | Palacio Municipal de Deportes de Granada, Granada Počet diváků: 6 928 Rozhodčí: Michael Weiland (CAN), Yuji Hirahara (JPN), Vaughan Mayberry (AUS) |
| 4. září 2014 18:00 | Boxscore | Skóre po čtvrtinách: 23:13, 10:24, 16:26, 27:18 |         |             |  | Palacio Municipal de Deportes de Granada, Granada Počet diváků: 6 928 Rozhodčí: Michael Weiland (CAN), Yuji Hirahara (JPN), Vaughan Mayberry (AUS) |
| 4. září 2014 18:00 | Boxscore | Nikkhah 23                                      | Body    | Heurtel 15  |  | Palacio Municipal de Deportes de Granada, Granada Počet diváků: 6 928 Rozhodčí: Michael Weiland (CAN), Yuji Hirahara (JPN), Vaughan Mayberry (AUS) |
| 4. září 2014 18:00 | Boxscore | Haddadi 15                                      | Dosk.   | Lauvergne 5 |  | Palacio Municipal de Deportes de Granada, Granada Počet diváků: 6 928 Rozhodčí: Michael Weiland (CAN), Yuji Hirahara (JPN), Vaughan Mayberry (AUS) |
| 4. září 2014 18:00 | Boxscore | Kamrani 5                                       | Asist.  | Heurtel 4   |  | Palacio Municipal de Deportes de Granada, Granada Počet diváků: 6 928 Rozhodčí: Michael Weiland (CAN), Yuji Hirahara (JPN), Vaughan Mayberry (AUS) |

| 4. září 2014 22:00 | Boxscore | Srbsko                                          | 73 – 89 | Španělsko   |  | Palacio Municipal de Deportes de Granada, Granada Počet diváků: 8 559 Rozhodčí: Anthony Jordan (USA), Rüştü Nuran (TUR), Jorge Vázquez (PUR) |
| 4. září 2014 22:00 | Boxscore | Skóre po čtvrtinách: 20:34, 15:20, 21:17, 17:18 |         |             |  | Palacio Municipal de Deportes de Granada, Granada Počet diváků: 8 559 Rozhodčí: Anthony Jordan (USA), Rüştü Nuran (TUR), Jorge Vázquez (PUR) |
| 4. září 2014 22:00 | Boxscore | Bjelica 19                                      | Body    | P. Gasol 20 |  | Palacio Municipal de Deportes de Granada, Granada Počet diváků: 8 559 Rozhodčí: Anthony Jordan (USA), Rüştü Nuran (TUR), Jorge Vázquez (PUR) |
| 4. září 2014 22:00 | Boxscore | Bjelica 10                                      | Dosk.   | M. Gasol 8  |  | Palacio Municipal de Deportes de Granada, Granada Počet diváků: 8 559 Rozhodčí: Anthony Jordan (USA), Rüştü Nuran (TUR), Jorge Vázquez (PUR) |
| 4. září 2014 22:00 | Boxscore | Bogdanović 4                                    | Asist.  | Rubio 6     |  | Palacio Municipal de Deportes de Granada, Granada Počet diváků: 8 559 Rozhodčí: Anthony Jordan (USA), Rüştü Nuran (TUR), Jorge Vázquez (PUR) |

#### Skupina B
|    |            | GRE   | CRO    | ARG   | SEN    | PUR    | PHI    | V | P | Skóre   | B  |
| 1. | Řecko      | ***   | 76:65  | 79:71 | 87:64  | 90:79  | 82:70  | 5 | 0 | 414:349 | 10 |
| 2. | Chorvatsko | 65:76 | ***    | 90:85 | 75:77  | 103:82 | 81:78p | 3 | 2 | 414:398 | 8  |
| 3. | Argentina  | 71:79 | 85:90  | ***   | 81:46  | 98:75  | 85:81  | 3 | 2 | 420:371 | 8  |
| 4. | Senegal    | 64:87 | 77:75  | 46:81 | ***    | 82:75  | 79:81p | 2 | 3 | 348:399 | 7  |
| 5. | Portoriko  | 79:90 | 82:103 | 75:98 | 75:82  | ***    | 77:73  | 1 | 4 | 388:446 | 6  |
| 6. | Filipíny   | 70:82 | 78:81p | 81:85 | 81:79p | 73:77  | ***    | 1 | 4 | 383:404 | 6  |

| 30. srpna 2014 12:30 | Boxscore | Chorvatsko                                                   | 81 – 78 | Filipíny   | prodl. | Palacio Municipal de Deportes San Pablo, Sevilla Počet diváků: 3 500 Rozhodčí: José Reyes (MEX), Mohammad Al-Amiri (KUW), Fernando Rocha (POR) |
| 30. srpna 2014 12:30 | Boxscore | Skóre po čtvrtinách: 23:9, 14:22, 20:18, 14:22, Prodl.: 10:7 |         |            | prodl. | Palacio Municipal de Deportes San Pablo, Sevilla Počet diváků: 3 500 Rozhodčí: José Reyes (MEX), Mohammad Al-Amiri (KUW), Fernando Rocha (POR) |
| 30. srpna 2014 12:30 | Boxscore | Bogdanović 26                                                | Body    | Blatche 28 | prodl. | Palacio Municipal de Deportes San Pablo, Sevilla Počet diváků: 3 500 Rozhodčí: José Reyes (MEX), Mohammad Al-Amiri (KUW), Fernando Rocha (POR) |
| 30. srpna 2014 12:30 | Boxscore | Tomić 11                                                     | Dosk.   | Blatche 12 | prodl. | Palacio Municipal de Deportes San Pablo, Sevilla Počet diváků: 3 500 Rozhodčí: José Reyes (MEX), Mohammad Al-Amiri (KUW), Fernando Rocha (POR) |
| 30. srpna 2014 12:30 | Boxscore | Tomić, Šarić 4                                               | Asist.  | Alapag 6   | prodl. | Palacio Municipal de Deportes San Pablo, Sevilla Počet diváků: 3 500 Rozhodčí: José Reyes (MEX), Mohammad Al-Amiri (KUW), Fernando Rocha (POR) |

| 30. srpna 2014 17:30 | Boxscore | Portoriko                                      | 75 – 98 | Argentina   |  | Palacio Municipal de Deportes San Pablo, Sevilla Počet diváků: 5 300 Rozhodčí: Luigi Lamonica (ITA), Michael Aylen (AUS), Ilija Belošević (SRB) |
| 30. srpna 2014 17:30 | Boxscore | Skóre po čtvrtinách: 19:27, 9:18, 11:24, 26:29 |         |             |  | Palacio Municipal de Deportes San Pablo, Sevilla Počet diváků: 5 300 Rozhodčí: Luigi Lamonica (ITA), Michael Aylen (AUS), Ilija Belošević (SRB) |
| 30. srpna 2014 17:30 | Boxscore | Barea 24                                       | Body    | Scola 20    |  | Palacio Municipal de Deportes San Pablo, Sevilla Počet diváků: 5 300 Rozhodčí: Luigi Lamonica (ITA), Michael Aylen (AUS), Ilija Belošević (SRB) |
| 30. srpna 2014 17:30 | Boxscore | Clemente 6                                     | Dosk.   | Nocioni 11  |  | Palacio Municipal de Deportes San Pablo, Sevilla Počet diváků: 5 300 Rozhodčí: Luigi Lamonica (ITA), Michael Aylen (AUS), Ilija Belošević (SRB) |
| 30. srpna 2014 17:30 | Boxscore | Barea 4                                        | Asist.  | Prigioni 10 |  | Palacio Municipal de Deportes San Pablo, Sevilla Počet diváků: 5 300 Rozhodčí: Luigi Lamonica (ITA), Michael Aylen (AUS), Ilija Belošević (SRB) |

| 30. srpna 2014 20:00 | Boxscore | Řecko                                         | 87 – 64 | Senegal   |  | Palacio Municipal de Deportes San Pablo, Sevilla Počet diváků: 3 100 Rozhodčí: Juan González (ESP), Carlos Julio (ANG), Stephen Seibel (CAN) |
| 30. srpna 2014 20:00 | Boxscore | Skóre po čtvrtinách: 18:9, 27:8, 19:19, 23:28 |         |           |  | Palacio Municipal de Deportes San Pablo, Sevilla Počet diváků: 3 100 Rozhodčí: Juan González (ESP), Carlos Julio (ANG), Stephen Seibel (CAN) |
| 30. srpna 2014 20:00 | Boxscore | Kaimakoglou 20                                | Body    | Dieng 21  |  | Palacio Municipal de Deportes San Pablo, Sevilla Počet diváků: 3 100 Rozhodčí: Juan González (ESP), Carlos Julio (ANG), Stephen Seibel (CAN) |
| 30. srpna 2014 20:00 | Boxscore | Kaimakoglou 8                                 | Dosk.   | Dieng 14  |  | Palacio Municipal de Deportes San Pablo, Sevilla Počet diváků: 3 100 Rozhodčí: Juan González (ESP), Carlos Julio (ANG), Stephen Seibel (CAN) |
| 30. srpna 2014 20:00 | Boxscore | Sloukas 4                                     | Asist.  | 3 hráči 2 |  | Palacio Municipal de Deportes San Pablo, Sevilla Počet diváků: 3 100 Rozhodčí: Juan González (ESP), Carlos Julio (ANG), Stephen Seibel (CAN) |

| 31. srpna 2014 13:30 | Boxscore | Argentina                                       | 85 – 90 | Chorvatsko  |  | Palacio Municipal de Deportes San Pablo, Sevilla Počet diváků: 6 109 Rozhodčí: Juan González (ESP), José Reyes (MEX), Fernando Rocha (POR) |
| 31. srpna 2014 13:30 | Boxscore | Skóre po čtvrtinách: 20:28, 24:18, 19:29, 22:15 |         |             |  | Palacio Municipal de Deportes San Pablo, Sevilla Počet diváků: 6 109 Rozhodčí: Juan González (ESP), José Reyes (MEX), Fernando Rocha (POR) |
| 31. srpna 2014 13:30 | Boxscore | Scola 30                                        | Body    | Simon 18    |  | Palacio Municipal de Deportes San Pablo, Sevilla Počet diváků: 6 109 Rozhodčí: Juan González (ESP), José Reyes (MEX), Fernando Rocha (POR) |
| 31. srpna 2014 13:30 | Boxscore | Scola 9                                         | Dosk.   | Šarić 9     |  | Palacio Municipal de Deportes San Pablo, Sevilla Počet diváků: 6 109 Rozhodčí: Juan González (ESP), José Reyes (MEX), Fernando Rocha (POR) |
| 31. srpna 2014 13:30 | Boxscore | Campazzo 6                                      | Asist.  | Lafayette 9 |  | Palacio Municipal de Deportes San Pablo, Sevilla Počet diváků: 6 109 Rozhodčí: Juan González (ESP), José Reyes (MEX), Fernando Rocha (POR) |

| 31. srpna 2014 17:30 | Boxscore | Senegal                                         | 82 – 75 | Portoriko           |  | Palacio Municipal de Deportes San Pablo, Sevilla Počet diváků: 5 554 Rozhodčí: Michael Aylen (AUS), Ilija Belošević (SRB), Carlos Julio (ANG) |
| 31. srpna 2014 17:30 | Boxscore | Skóre po čtvrtinách: 20:29, 21:11, 22:18, 19:17 |         |                     |  | Palacio Municipal de Deportes San Pablo, Sevilla Počet diváků: 5 554 Rozhodčí: Michael Aylen (AUS), Ilija Belošević (SRB), Carlos Julio (ANG) |
| 31. srpna 2014 17:30 | Boxscore | Faye 20                                         | Body    | Balkman 21          |  | Palacio Municipal de Deportes San Pablo, Sevilla Počet diváků: 5 554 Rozhodčí: Michael Aylen (AUS), Ilija Belošević (SRB), Carlos Julio (ANG) |
| 31. srpna 2014 17:30 | Boxscore | Dieng 13                                        | Dosk.   | Balkman, Santiago 7 |  | Palacio Municipal de Deportes San Pablo, Sevilla Počet diváků: 5 554 Rozhodčí: Michael Aylen (AUS), Ilija Belošević (SRB), Carlos Julio (ANG) |
| 31. srpna 2014 17:30 | Boxscore | D'Almeida, Diop 3                               | Asist.  | Rivera 5            |  | Palacio Municipal de Deportes San Pablo, Sevilla Počet diváků: 5 554 Rozhodčí: Michael Aylen (AUS), Ilija Belošević (SRB), Carlos Julio (ANG) |

| 31. srpna 2014 20:00 | Boxscore | Filipíny                                        | 70 – 82 | Řecko                 |  | Palacio Municipal de Deportes San Pablo, Sevilla Rozhodčí: Luigi Lamonica (ITA), Mohammad Alamiri (KUW), Stephen Seibel (CAN) |
| 31. srpna 2014 20:00 | Boxscore | Skóre po čtvrtinách: 10:20, 17:17, 18:21, 25:24 |         |                       |  | Palacio Municipal de Deportes San Pablo, Sevilla Rozhodčí: Luigi Lamonica (ITA), Mohammad Alamiri (KUW), Stephen Seibel (CAN) |
| 31. srpna 2014 20:00 | Boxscore | Blatche 21                                      | Body    | Printezis 24          |  | Palacio Municipal de Deportes San Pablo, Sevilla Rozhodčí: Luigi Lamonica (ITA), Mohammad Alamiri (KUW), Stephen Seibel (CAN) |
| 31. srpna 2014 20:00 | Boxscore | Blatche 14                                      | Dosk.   | Bourousis 10          |  | Palacio Municipal de Deportes San Pablo, Sevilla Rozhodčí: Luigi Lamonica (ITA), Mohammad Alamiri (KUW), Stephen Seibel (CAN) |
| 31. srpna 2014 20:00 | Boxscore | Alapag 3                                        | Asist.  | Kostas Papanikolaou 4 |  | Palacio Municipal de Deportes San Pablo, Sevilla Rozhodčí: Luigi Lamonica (ITA), Mohammad Alamiri (KUW), Stephen Seibel (CAN) |

| 1. září 2014 12:30 | Boxscore | Chorvatsko                                      | 75 – 77 | Senegal     |  | Palacio Municipal de Deportes San Pablo, Sevilla Počet diváků: 4 380 Rozhodčí: Michael Aylen (AUS), Mohammad Al-Amiri (KUW), Stephen Seibel (CAN) |
| 1. září 2014 12:30 | Boxscore | Skóre po čtvrtinách: 16:18, 16:23, 20:18, 23:18 |         |             |  | Palacio Municipal de Deportes San Pablo, Sevilla Počet diváků: 4 380 Rozhodčí: Michael Aylen (AUS), Mohammad Al-Amiri (KUW), Stephen Seibel (CAN) |
| 1. září 2014 12:30 | Boxscore | Bogdanović, Šarić 15                            | Body    | Dieng 27    |  | Palacio Municipal de Deportes San Pablo, Sevilla Počet diváků: 4 380 Rozhodčí: Michael Aylen (AUS), Mohammad Al-Amiri (KUW), Stephen Seibel (CAN) |
| 1. září 2014 12:30 | Boxscore | Tomić 9                                         | Dosk.   | Dieng 8     |  | Palacio Municipal de Deportes San Pablo, Sevilla Počet diváků: 4 380 Rozhodčí: Michael Aylen (AUS), Mohammad Al-Amiri (KUW), Stephen Seibel (CAN) |
| 1. září 2014 12:30 | Boxscore | Šarić 4                                         | Asist.  | D'Almeida 5 |  | Palacio Municipal de Deportes San Pablo, Sevilla Počet diváků: 4 380 Rozhodčí: Michael Aylen (AUS), Mohammad Al-Amiri (KUW), Stephen Seibel (CAN) |

| 1. září 2014 17:30 | Boxscore | Argentina                                       | 85 – 81 | Filipíny         |  | Palacio Municipal de Deportes San Pablo, Sevilla Počet diváků: 6 071 Rozhodčí: Ilija Belošević (SRB), Juan González (ESP), Carlos Julio (ANG) |
| 1. září 2014 17:30 | Boxscore | Skóre po čtvrtinách: 22:25, 21:13, 28:23, 14:20 |         |                  |  | Palacio Municipal de Deportes San Pablo, Sevilla Počet diváků: 6 071 Rozhodčí: Ilija Belošević (SRB), Juan González (ESP), Carlos Julio (ANG) |
| 1. září 2014 17:30 | Boxscore | Scola 19                                        | Body    | de Ocampo 18     |  | Palacio Municipal de Deportes San Pablo, Sevilla Počet diváků: 6 071 Rozhodčí: Ilija Belošević (SRB), Juan González (ESP), Carlos Julio (ANG) |
| 1. září 2014 17:30 | Boxscore | Mata 9                                          | Dosk.   | Blatche 15       |  | Palacio Municipal de Deportes San Pablo, Sevilla Počet diváků: 6 071 Rozhodčí: Ilija Belošević (SRB), Juan González (ESP), Carlos Julio (ANG) |
| 1. září 2014 17:30 | Boxscore | Scola, Campazzo 4                               | Asist.  | Castro, Alapag 2 |  | Palacio Municipal de Deportes San Pablo, Sevilla Počet diváků: 6 071 Rozhodčí: Ilija Belošević (SRB), Juan González (ESP), Carlos Julio (ANG) |

| 1. září 2014 20:00 | Boxscore | Portoriko                                       | 79 – 90 | Řecko          |  | Palacio Municipal de Deportes San Pablo, Sevilla Počet diváků: 6 071 Rozhodčí: Luigi Lamonica (ITA), José Reyes (MEX), Fernando Rocha (POR) |
| 1. září 2014 20:00 | Boxscore | Skóre po čtvrtinách: 19:20, 14:21, 19:27, 27:22 |         |                |  | Palacio Municipal de Deportes San Pablo, Sevilla Počet diváků: 6 071 Rozhodčí: Luigi Lamonica (ITA), José Reyes (MEX), Fernando Rocha (POR) |
| 1. září 2014 20:00 | Boxscore | Balkman 23                                      | Body    | Zisis 19       |  | Palacio Municipal de Deportes San Pablo, Sevilla Počet diváků: 6 071 Rozhodčí: Luigi Lamonica (ITA), José Reyes (MEX), Fernando Rocha (POR) |
| 1. září 2014 20:00 | Boxscore | Franklin 6                                      | Dosk.   | Kaimakoglou 11 |  | Palacio Municipal de Deportes San Pablo, Sevilla Počet diváků: 6 071 Rozhodčí: Luigi Lamonica (ITA), José Reyes (MEX), Fernando Rocha (POR) |
| 1. září 2014 20:00 | Boxscore | Barea 5                                         | Asist.  | Bourousis 6    |  | Palacio Municipal de Deportes San Pablo, Sevilla Počet diváků: 6 071 Rozhodčí: Luigi Lamonica (ITA), José Reyes (MEX), Fernando Rocha (POR) |

| 3. září 2014 13:30 | Boxscore | Filipíny                                        | 73 – 77 | Portoriko  |  | Palacio Municipal de Deportes San Pablo, Sevilla Počet diváků: 4 998 Rozhodčí: José Reyes (MEX), Juan González (ESP), Carlos Julio (ANG) |
| 3. září 2014 13:30 | Boxscore | Skóre po čtvrtinách: 25:13, 19:26, 13:22, 16:16 |         |            |  | Palacio Municipal de Deportes San Pablo, Sevilla Počet diváků: 4 998 Rozhodčí: José Reyes (MEX), Juan González (ESP), Carlos Julio (ANG) |
| 3. září 2014 13:30 | Boxscore | Blatche 25                                      | Body    | Barea 30   |  | Palacio Municipal de Deportes San Pablo, Sevilla Počet diváků: 4 998 Rozhodčí: José Reyes (MEX), Juan González (ESP), Carlos Julio (ANG) |
| 3. září 2014 13:30 | Boxscore | Blatche 14                                      | Dosk.   | Barea 30   |  | Palacio Municipal de Deportes San Pablo, Sevilla Počet diváků: 4 998 Rozhodčí: José Reyes (MEX), Juan González (ESP), Carlos Julio (ANG) |
| 3. září 2014 13:30 | Boxscore | de Ocampo 3                                     | Asist.  | Franklin 9 |  | Palacio Municipal de Deportes San Pablo, Sevilla Počet diváků: 4 998 Rozhodčí: José Reyes (MEX), Juan González (ESP), Carlos Julio (ANG) |

| 3. září 2014 17:30 | Boxscore | Senegal                                       | 46 – 81 | Argentina      |  | Palacio Municipal de Deportes San Pablo, Sevilla Počet diváků: 5 725 Rozhodčí: Ilija Belošević (SRB), Mohammad Al-Amiri (KUW), Stephen Seibel (CAN) |
| 3. září 2014 17:30 | Boxscore | Skóre po čtvrtinách: 15:20, 9:21, 14:12, 8:28 |         |                |  | Palacio Municipal de Deportes San Pablo, Sevilla Počet diváků: 5 725 Rozhodčí: Ilija Belošević (SRB), Mohammad Al-Amiri (KUW), Stephen Seibel (CAN) |
| 3. září 2014 17:30 | Boxscore | Dieng 11                                      | Body    | Scola 22       |  | Palacio Municipal de Deportes San Pablo, Sevilla Počet diváků: 5 725 Rozhodčí: Ilija Belošević (SRB), Mohammad Al-Amiri (KUW), Stephen Seibel (CAN) |
| 3. září 2014 17:30 | Boxscore | Dieng 8                                       | Dosk.   | Scola 14       |  | Palacio Municipal de Deportes San Pablo, Sevilla Počet diváků: 5 725 Rozhodčí: Ilija Belošević (SRB), Mohammad Al-Amiri (KUW), Stephen Seibel (CAN) |
| 3. září 2014 17:30 | Boxscore | D'Almeida 4                                   | Asist.  | Laprovíttola 6 |  | Palacio Municipal de Deportes San Pablo, Sevilla Počet diváků: 5 725 Rozhodčí: Ilija Belošević (SRB), Mohammad Al-Amiri (KUW), Stephen Seibel (CAN) |

| 3. září 2014 20:00 | Boxscore | Řecko                                          | 76 – 65 | Chorvatsko    |  | Palacio Municipal de Deportes San Pablo, Sevilla Počet diváků: 5 725 Rozhodčí: Luigi Lamonica (ITA), Michael Aylen (AUS), Fernando Rocha (POR) |
| 3. září 2014 20:00 | Boxscore | Skóre po čtvrtinách: 16:14, 20:9, 15:16, 25:26 |         |               |  | Palacio Municipal de Deportes San Pablo, Sevilla Počet diváků: 5 725 Rozhodčí: Luigi Lamonica (ITA), Michael Aylen (AUS), Fernando Rocha (POR) |
| 3. září 2014 20:00 | Boxscore | Papanikolaou, Kaimakoglou 14                   | Body    | Bogdanović 20 |  | Palacio Municipal de Deportes San Pablo, Sevilla Počet diváků: 5 725 Rozhodčí: Luigi Lamonica (ITA), Michael Aylen (AUS), Fernando Rocha (POR) |
| 3. září 2014 20:00 | Boxscore | Bourousis 10                                   | Dosk.   | Tomić 9       |  | Palacio Municipal de Deportes San Pablo, Sevilla Počet diváků: 5 725 Rozhodčí: Luigi Lamonica (ITA), Michael Aylen (AUS), Fernando Rocha (POR) |
| 3. září 2014 20:00 | Boxscore | Zisis 10                                       | Asist.  | Lafayette 3   |  | Palacio Municipal de Deportes San Pablo, Sevilla Počet diváků: 5 725 Rozhodčí: Luigi Lamonica (ITA), Michael Aylen (AUS), Fernando Rocha (POR) |

| 4. září 2014 14:00 | Boxscore | Senegal                                                       | 79 – 81 | Filipíny           | prodl. | Palacio Municipal de Deportes San Pablo, Sevilla Počet diváků: 5 132 Rozhodčí: Ilija Belošević (SRB), Fernando Rocha (POR), Carlos Julio (ANG) |
| 4. září 2014 14:00 | Boxscore | Skóre po čtvrtinách: 19:13, 5:24, 20:12, 20:15, Prodl.: 20:17 |         |                    | prodl. | Palacio Municipal de Deportes San Pablo, Sevilla Počet diváků: 5 132 Rozhodčí: Ilija Belošević (SRB), Fernando Rocha (POR), Carlos Julio (ANG) |
| 4. září 2014 14:00 | Boxscore | Faye 20                                                       | Body    | Blatche, Alapag 18 | prodl. | Palacio Municipal de Deportes San Pablo, Sevilla Počet diváků: 5 132 Rozhodčí: Ilija Belošević (SRB), Fernando Rocha (POR), Carlos Julio (ANG) |
| 4. září 2014 14:00 | Boxscore | Dieng 14                                                      | Dosk.   | Blatche 14         | prodl. | Palacio Municipal de Deportes San Pablo, Sevilla Počet diváků: 5 132 Rozhodčí: Ilija Belošević (SRB), Fernando Rocha (POR), Carlos Julio (ANG) |
| 4. září 2014 14:00 | Boxscore | D'Almeida 13                                                  | Asist.  | Alapag 4           | prodl. | Palacio Municipal de Deportes San Pablo, Sevilla Počet diváků: 5 132 Rozhodčí: Ilija Belošević (SRB), Fernando Rocha (POR), Carlos Julio (ANG) |

| 4. září 2014 18:00 | Boxscore | Chorvatsko                                      | 103 – 82 | Portoriko |  | Palacio Municipal de Deportes San Pablo, Sevilla Počet diváků: 7 047 Rozhodčí: Luigi Lamonica (ITA), Mohammad Al-Amiri (KUW), Stephen Seibel (CAN) |
| 4. září 2014 18:00 | Boxscore | Skóre po čtvrtinách: 28:16, 25:20, 31:21, 19:25 |          |           |  | Palacio Municipal de Deportes San Pablo, Sevilla Počet diváků: 7 047 Rozhodčí: Luigi Lamonica (ITA), Mohammad Al-Amiri (KUW), Stephen Seibel (CAN) |
| 4. září 2014 18:00 | Boxscore | Bogdanović 23                                   | Body     | Barea 20  |  | Palacio Municipal de Deportes San Pablo, Sevilla Počet diváků: 7 047 Rozhodčí: Luigi Lamonica (ITA), Mohammad Al-Amiri (KUW), Stephen Seibel (CAN) |
| 4. září 2014 18:00 | Boxscore | Markota, Simon 7                                | Dosk.    | Huertas 4 |  | Palacio Municipal de Deportes San Pablo, Sevilla Počet diváků: 7 047 Rozhodčí: Luigi Lamonica (ITA), Mohammad Al-Amiri (KUW), Stephen Seibel (CAN) |
| 4. září 2014 18:00 | Boxscore | Ukić 6                                          | Asist.   | Rivera 6  |  | Palacio Municipal de Deportes San Pablo, Sevilla Počet diváků: 7 047 Rozhodčí: Luigi Lamonica (ITA), Mohammad Al-Amiri (KUW), Stephen Seibel (CAN) |

| 4. září 2014 20:00 | Boxscore | Argentina                                       | 71 – 79 | Řecko        |  | Palacio Municipal de Deportes San Pablo, Sevilla Počet diváků: 7 047 Rozhodčí: José Reyes (MEX), Michael Aylen (AUS), Juan González (ESP) |
| 4. září 2014 20:00 | Boxscore | Skóre po čtvrtinách: 16:28, 17:16, 17:20, 21:15 |         |              |  | Palacio Municipal de Deportes San Pablo, Sevilla Počet diváků: 7 047 Rozhodčí: José Reyes (MEX), Michael Aylen (AUS), Juan González (ESP) |
| 4. září 2014 20:00 | Boxscore | Scola 17                                        | Body    | Calathes 18  |  | Palacio Municipal de Deportes San Pablo, Sevilla Počet diváků: 7 047 Rozhodčí: José Reyes (MEX), Michael Aylen (AUS), Juan González (ESP) |
| 4. září 2014 20:00 | Boxscore | Scola, Campazzo 5                               | Dosk.   | Bourousis 15 |  | Palacio Municipal de Deportes San Pablo, Sevilla Počet diváků: 7 047 Rozhodčí: José Reyes (MEX), Michael Aylen (AUS), Juan González (ESP) |
| 4. září 2014 20:00 | Boxscore | Campazzo 5                                      | Asist.  | Zisis 5      |  | Palacio Municipal de Deportes San Pablo, Sevilla Počet diváků: 7 047 Rozhodčí: José Reyes (MEX), Michael Aylen (AUS), Juan González (ESP) |

#### Skupina C
|    |                   | USA    | TUR   | DOM    | NZL   | UKR   | FIN    | V | P | Skóre   | B  |
| 1. | USA               | ***    | 98:77 | 106:71 | 98:71 | 95:71 | 114:55 | 5 | 0 | 511:345 | 10 |
| 2. | Turecko           | 77:98  | ***   | 77:64  | 76:73 | 58:64 | 77:73  | 3 | 2 | 365:372 | 8  |
| 3. | Dominikánská rep. | 71:106 | 64:77 | ***    | 76:63 | 62:72 | 74:68  | 2 | 3 | 347:386 | 7  |
| 4. | Nový Zéland       | 71:98  | 73:76 | 63:76  | ***   | 73:61 | 67:65  | 2 | 3 | 347:376 | 7  |
| 5. | Ukrajina          | 71:95  | 64:58 | 72:62  | 61:73 | ***   | 76:81  | 2 | 3 | 344:369 | 7  |
| 6. | Finsko            | 55:114 | 73:77 | 68:74  | 65:67 | 81:76 | ***    | 1 | 4 | 344:408 | 6  |

| 30. srpna 2014 12:30 | Boxscore | Ukrajina                                        | 72 – 62 | Dominikánská rep. |  | Bizkaia Arena, Barakaldo Počet diváků: 6500 Rozhodčí: Milivoje Jovčić (SRB), Matej Boltauzer (SLO), Alejandro Chiti (ARG) |
| 30. srpna 2014 12:30 | Boxscore | Skóre po čtvrtinách: 12:13, 15:14, 21:13, 24:22 |         |                   |  | Bizkaia Arena, Barakaldo Počet diváků: 6500 Rozhodčí: Milivoje Jovčić (SRB), Matej Boltauzer (SLO), Alejandro Chiti (ARG) |
| 30. srpna 2014 12:30 | Boxscore | Jeter 16                                        | Body    | García 18         |  | Bizkaia Arena, Barakaldo Počet diváků: 6500 Rozhodčí: Milivoje Jovčić (SRB), Matej Boltauzer (SLO), Alejandro Chiti (ARG) |
| 30. srpna 2014 12:30 | Boxscore | Korniyenko, Kravtsov 7                          | Dosk.   | Vargas, Báez 9    |  | Bizkaia Arena, Barakaldo Počet diváků: 6500 Rozhodčí: Milivoje Jovčić (SRB), Matej Boltauzer (SLO), Alejandro Chiti (ARG) |
| 30. srpna 2014 12:30 | Boxscore | Gladyr 3                                        | Asist.  | García 4          |  | Bizkaia Arena, Barakaldo Počet diváků: 6500 Rozhodčí: Milivoje Jovčić (SRB), Matej Boltauzer (SLO), Alejandro Chiti (ARG) |

| 30. srpna 2014 16:00 | Boxscore | Nový Zéland                                    | 73 – 76 | Turecko            |  | Bizkaia Arena, Barakaldo Počet diváků: 6800 Rozhodčí: Cristiano Maranho (BRA), Joseph Bissang (FRA), Ferdinand Pascual (PHI) |
| 30. srpna 2014 16:00 | Boxscore | Skóre po čtvrtinách: 17:8, 21:20, 18:24, 17:24 |         |                    |  | Bizkaia Arena, Barakaldo Počet diváků: 6800 Rozhodčí: Cristiano Maranho (BRA), Joseph Bissang (FRA), Ferdinand Pascual (PHI) |
| 30. srpna 2014 16:00 | Boxscore | Webster 22                                     | Body    | Savaş 16           |  | Bizkaia Arena, Barakaldo Počet diváků: 6800 Rozhodčí: Cristiano Maranho (BRA), Joseph Bissang (FRA), Ferdinand Pascual (PHI) |
| 30. srpna 2014 16:00 | Boxscore | Vukona 8                                       | Dosk.   | Preldžič 6         |  | Bizkaia Arena, Barakaldo Počet diváků: 6800 Rozhodčí: Cristiano Maranho (BRA), Joseph Bissang (FRA), Ferdinand Pascual (PHI) |
| 30. srpna 2014 16:00 | Boxscore | Tait 3                                         | Asist.  | Hersek, Preldžič 3 |  | Bizkaia Arena, Barakaldo Počet diváků: 6800 Rozhodčí: Cristiano Maranho (BRA), Joseph Bissang (FRA), Ferdinand Pascual (PHI) |

| 30. srpna 2014 21:30 |                                                | USA    | 114 – 55         | Finsko |  | Bizkaia Arena, Barakaldo Počet diváků: 11 300 Rozhodčí: Miguel Pérez (ESP), Arnaud Kom Njilo (CMR), Alejandro Sánchez (URU) |
| 30. srpna 2014 21:30 | Skóre po čtvrtinách: 31:16, 29:2, 29:21, 25:16 |        |                  |        |  | Bizkaia Arena, Barakaldo Počet diváků: 11 300 Rozhodčí: Miguel Pérez (ESP), Arnaud Kom Njilo (CMR), Alejandro Sánchez (URU) |
| 30. srpna 2014 21:30 | Thompson 18                                    | Body   | Huff, Koponen 12 |        |  | Bizkaia Arena, Barakaldo Počet diváků: 11 300 Rozhodčí: Miguel Pérez (ESP), Arnaud Kom Njilo (CMR), Alejandro Sánchez (URU) |
| 30. srpna 2014 21:30 | Cousins 10                                     | Dosk.  | Murphy 7         |        |  | Bizkaia Arena, Barakaldo Počet diváků: 11 300 Rozhodčí: Miguel Pérez (ESP), Arnaud Kom Njilo (CMR), Alejandro Sánchez (URU) |
| 30. srpna 2014 21:30 | Curry 5                                        | Asist. | Koponen 4        |        |  | Bizkaia Arena, Barakaldo Počet diváků: 11 300 Rozhodčí: Miguel Pérez (ESP), Arnaud Kom Njilo (CMR), Alejandro Sánchez (URU) |

| 31. srpna 2014 12:30 | Boxscore | Dominikánská rep.                               | 76 – 63 | Nový Zéland    |  | Bizkaia Arena, Barakaldo Počet diváků: 14 427 Rozhodčí: Miguel Pérez (ESP), Matej Boltauzer (SLO), Arnaud Kom Njilo (CMR) |
| 31. srpna 2014 12:30 | Boxscore | Skóre po čtvrtinách: 14:16, 20:11, 17:23, 25:13 |         |                |  | Bizkaia Arena, Barakaldo Počet diváků: 14 427 Rozhodčí: Miguel Pérez (ESP), Matej Boltauzer (SLO), Arnaud Kom Njilo (CMR) |
| 31. srpna 2014 12:30 | Boxscore | García 29                                       | Body    | Abercrombie 22 |  | Bizkaia Arena, Barakaldo Počet diváků: 14 427 Rozhodčí: Miguel Pérez (ESP), Matej Boltauzer (SLO), Arnaud Kom Njilo (CMR) |
| 31. srpna 2014 12:30 | Boxscore | Báez 9                                          | Dosk.   | Abercrombie 22 |  | Bizkaia Arena, Barakaldo Počet diváků: 14 427 Rozhodčí: Miguel Pérez (ESP), Matej Boltauzer (SLO), Arnaud Kom Njilo (CMR) |
| 31. srpna 2014 12:30 | Boxscore | Coronado, Feldeine 4                            | Asist.  | 4 hráči 3      |  | Bizkaia Arena, Barakaldo Počet diváků: 14 427 Rozhodčí: Miguel Pérez (ESP), Matej Boltauzer (SLO), Arnaud Kom Njilo (CMR) |

| 31. srpna 2014 16:00 | Boxscore | Finsko                                          | 81 – 76 | Ukrajina  |  | Bizkaia Arena, Barakaldo Počet diváků: 14 427 Rozhodčí: Cristiano Maranho (BRA), Milivoje Jovčić (SRB), Ferdinand Pascual (PHI) |
| 31. srpna 2014 16:00 | Boxscore | Skóre po čtvrtinách: 20:22, 15:15, 22:15, 24:24 |         |           |  | Bizkaia Arena, Barakaldo Počet diváků: 14 427 Rozhodčí: Cristiano Maranho (BRA), Milivoje Jovčić (SRB), Ferdinand Pascual (PHI) |
| 31. srpna 2014 16:00 | Boxscore | Huff 23                                         | Body    | Jeter 24  |  | Bizkaia Arena, Barakaldo Počet diváků: 14 427 Rozhodčí: Cristiano Maranho (BRA), Milivoje Jovčić (SRB), Ferdinand Pascual (PHI) |
| 31. srpna 2014 16:00 | Boxscore | Murphy, Huff 8                                  | Dosk.   | Kravcov 8 |  | Bizkaia Arena, Barakaldo Počet diváků: 14 427 Rozhodčí: Cristiano Maranho (BRA), Milivoje Jovčić (SRB), Ferdinand Pascual (PHI) |
| 31. srpna 2014 16:00 | Boxscore | Koponen 9                                       | Asist.  | Jeter 9   |  | Bizkaia Arena, Barakaldo Počet diváků: 14 427 Rozhodčí: Cristiano Maranho (BRA), Milivoje Jovčić (SRB), Ferdinand Pascual (PHI) |

| 31. srpna 2014 21:30 |                                                 | Turecko | 77 – 98   | USA |  | Bizkaia Arena, Barakaldo Počet diváků: 14 637 Rozhodčí: Alejandro Chiti (ARG), Joseph Bissang (FRA), Alejandro Sánchez (URU) |
| 31. srpna 2014 21:30 | Skóre po čtvrtinách: 16:16, 24:19, 20:31, 17:32 |         |           |     |  | Bizkaia Arena, Barakaldo Počet diváků: 14 637 Rozhodčí: Alejandro Chiti (ARG), Joseph Bissang (FRA), Alejandro Sánchez (URU) |
| 31. srpna 2014 21:30 | Akyol 12                                        | Body    | Faried 22 |     |  | Bizkaia Arena, Barakaldo Počet diváků: 14 637 Rozhodčí: Alejandro Chiti (ARG), Joseph Bissang (FRA), Alejandro Sánchez (URU) |
| 31. srpna 2014 21:30 | Asik 8                                          | Dosk.   | Faried 8  |     |  | Bizkaia Arena, Barakaldo Počet diváků: 14 637 Rozhodčí: Alejandro Chiti (ARG), Joseph Bissang (FRA), Alejandro Sánchez (URU) |
| 31. srpna 2014 21:30 | Preldžić 5                                      | Asist.  | Harden 7  |     |  | Bizkaia Arena, Barakaldo Počet diváků: 14 637 Rozhodčí: Alejandro Chiti (ARG), Joseph Bissang (FRA), Alejandro Sánchez (URU) |

| 2. září 2014 15:00 | Boxscore | Ukrajina                                        | 64 – 58 | Turecko            |  | Bizkaia Arena, Barakaldo Počet diváků: 14 399 Rozhodčí: Miguel Pérez (ESP), Alejandro Chiti (ARG), Alejandro Sánchez (URU) |
| 2. září 2014 15:00 | Boxscore | Skóre po čtvrtinách: 13:13, 12:13, 16:13, 23:19 |         |                    |  | Bizkaia Arena, Barakaldo Počet diváků: 14 399 Rozhodčí: Miguel Pérez (ESP), Alejandro Chiti (ARG), Alejandro Sánchez (URU) |
| 2. září 2014 15:00 | Boxscore | Mishula 19                                      | Body    | Aşık 16            |  | Bizkaia Arena, Barakaldo Počet diváků: 14 399 Rozhodčí: Miguel Pérez (ESP), Alejandro Chiti (ARG), Alejandro Sánchez (URU) |
| 2. září 2014 15:00 | Boxscore | Kravcov 7                                       | Dosk.   | Aşık 20            |  | Bizkaia Arena, Barakaldo Počet diváků: 14 399 Rozhodčí: Miguel Pérez (ESP), Alejandro Chiti (ARG), Alejandro Sánchez (URU) |
| 2. září 2014 15:00 | Boxscore | Jeter 6                                         | Asist.  | Hersek, Preldžić 3 |  | Bizkaia Arena, Barakaldo Počet diváků: 14 399 Rozhodčí: Miguel Pérez (ESP), Alejandro Chiti (ARG), Alejandro Sánchez (URU) |

| 2. září 2014 17:30 |                                                 | USA    | 98 – 71               | Nový Zéland |  | Bizkaia Arena, Barakaldo Počet diváků: 14 399 Rozhodčí: Milivoje Jovčić (SRB), Matej Boltauzer (SLO), Ferdinand Pascual (PHI) |
| 2. září 2014 17:30 | Skóre po čtvrtinách: 27:20, 30:15, 18:19, 23:17 |        |                       |             |  | Bizkaia Arena, Barakaldo Počet diváků: 14 399 Rozhodčí: Milivoje Jovčić (SRB), Matej Boltauzer (SLO), Ferdinand Pascual (PHI) |
| 2. září 2014 17:30 | Davis 21                                        | Body   | Anthony 11            |             |  | Bizkaia Arena, Barakaldo Počet diváků: 14 399 Rozhodčí: Milivoje Jovčić (SRB), Matej Boltauzer (SLO), Ferdinand Pascual (PHI) |
| 2. září 2014 17:30 | Faried 11                                       | Dosk.  | Vukona, Abercrombie 5 |             |  | Bizkaia Arena, Barakaldo Počet diváků: 14 399 Rozhodčí: Milivoje Jovčić (SRB), Matej Boltauzer (SLO), Ferdinand Pascual (PHI) |
| 2. září 2014 17:30 | Harden 4                                        | Asist. | Tait 3                |             |  | Bizkaia Arena, Barakaldo Počet diváků: 14 399 Rozhodčí: Milivoje Jovčić (SRB), Matej Boltauzer (SLO), Ferdinand Pascual (PHI) |

| 2. září 2014 21:30 | Boxscore | Finsko                                          | 68 – 74 | Dominikánská rep. |  | Bizkaia Arena, Barakaldo Počet diváků: 14 446 Rozhodčí: Cristiano Maranho (BRA), Joseph Bissang (FRA), Arnaud Kom Njilo (CMR) |
| 2. září 2014 21:30 | Boxscore | Skóre po čtvrtinách: 15:16, 17:25, 18:19, 18:14 |         |                   |  | Bizkaia Arena, Barakaldo Počet diváků: 14 446 Rozhodčí: Cristiano Maranho (BRA), Joseph Bissang (FRA), Arnaud Kom Njilo (CMR) |
| 2. září 2014 21:30 | Boxscore | Koponen 23                                      | Body    | Vargas 18         |  | Bizkaia Arena, Barakaldo Počet diváků: 14 446 Rozhodčí: Cristiano Maranho (BRA), Joseph Bissang (FRA), Arnaud Kom Njilo (CMR) |
| 2. září 2014 21:30 | Boxscore | Lee 6                                           | Dosk.   | Vargas 13         |  | Bizkaia Arena, Barakaldo Počet diváků: 14 446 Rozhodčí: Cristiano Maranho (BRA), Joseph Bissang (FRA), Arnaud Kom Njilo (CMR) |
| 2. září 2014 21:30 | Boxscore | Koponen 9                                       | Asist.  | Feldeine 6        |  | Bizkaia Arena, Barakaldo Počet diváků: 14 446 Rozhodčí: Cristiano Maranho (BRA), Joseph Bissang (FRA), Arnaud Kom Njilo (CMR) |

| 3. září 2014 15:00 | Boxscore | Nový Zéland                                     | 73 – 61 | Ukrajina      |  | Bizkaia Arena, Barakaldo Počet diváků: 7 290 Rozhodčí: Cristiano Maranho (BRA), Arnaud Kom Njilo (CMR), Miguel Pérez (ESP) |
| 3. září 2014 15:00 | Boxscore | Skóre po čtvrtinách: 18:19, 18:11, 17:15, 20:16 |         |               |  | Bizkaia Arena, Barakaldo Počet diváků: 7 290 Rozhodčí: Cristiano Maranho (BRA), Arnaud Kom Njilo (CMR), Miguel Pérez (ESP) |
| 3. září 2014 15:00 | Boxscore | Penney 17                                       | Body    | Kornijenko 15 |  | Bizkaia Arena, Barakaldo Počet diváků: 7 290 Rozhodčí: Cristiano Maranho (BRA), Arnaud Kom Njilo (CMR), Miguel Pérez (ESP) |
| 3. září 2014 15:00 | Boxscore | Fotu 10                                         | Dosk.   | Natiažko 6    |  | Bizkaia Arena, Barakaldo Počet diváků: 7 290 Rozhodčí: Cristiano Maranho (BRA), Arnaud Kom Njilo (CMR), Miguel Pérez (ESP) |
| 3. září 2014 15:00 | Boxscore | Frank 4                                         | Asist.  | Jeter 6       |  | Bizkaia Arena, Barakaldo Počet diváků: 7 290 Rozhodčí: Cristiano Maranho (BRA), Arnaud Kom Njilo (CMR), Miguel Pérez (ESP) |

| 3. září 2014 17:30 | Boxscore | Turecko                                                     | 77 – 73 | Finsko     | prodl. | Bizkaia Arena, Barakaldo Počet diváků: 7 290 Rozhodčí: Matej Boltauzer (SLO), Milivoje Jovčić (SRB), Ferdinand Pascual (PHI) |
| 3. září 2014 17:30 | Boxscore | Skóre po čtvrtinách: 10:15, 17:26, 26:18, 15:9, Prodl.: 9:5 |         |            | prodl. | Bizkaia Arena, Barakaldo Počet diváků: 7 290 Rozhodčí: Matej Boltauzer (SLO), Milivoje Jovčić (SRB), Ferdinand Pascual (PHI) |
| 3. září 2014 17:30 | Boxscore | Aşık 22                                                     | Body    | Koponen 17 | prodl. | Bizkaia Arena, Barakaldo Počet diváků: 7 290 Rozhodčí: Matej Boltauzer (SLO), Milivoje Jovčić (SRB), Ferdinand Pascual (PHI) |
| 3. září 2014 17:30 | Boxscore | 3 hráči 8                                                   | Dosk.   | Murphy 6   | prodl. | Bizkaia Arena, Barakaldo Počet diváků: 7 290 Rozhodčí: Matej Boltauzer (SLO), Milivoje Jovčić (SRB), Ferdinand Pascual (PHI) |
| 3. září 2014 17:30 | Boxscore | Güler, Preldžić 5                                           | Asist.  | Koponen 5  | prodl. | Bizkaia Arena, Barakaldo Počet diváků: 7 290 Rozhodčí: Matej Boltauzer (SLO), Milivoje Jovčić (SRB), Ferdinand Pascual (PHI) |

| 3. září 2014 21:30 |                                                 | Dominikánská rep. | 71 – 106  | USA |  | Bizkaia Arena, Barakaldo Počet diváků: 14 104 Rozhodčí: Joseph Bissang (FRA), Alejandro Chiti (ARG), Alejandro Sánchez (URU) |
| 3. září 2014 21:30 | Skóre po čtvrtinách: 22:25, 19:31, 11:25, 19:25 |                   |           |     |  | Bizkaia Arena, Barakaldo Počet diváků: 14 104 Rozhodčí: Joseph Bissang (FRA), Alejandro Chiti (ARG), Alejandro Sánchez (URU) |
| 3. září 2014 21:30 | Liz 15                                          | Body              | Faried 16 |     |  | Bizkaia Arena, Barakaldo Počet diváků: 14 104 Rozhodčí: Joseph Bissang (FRA), Alejandro Chiti (ARG), Alejandro Sánchez (URU) |
| 3. září 2014 21:30 | Feldeine 8                                      | Dosk.             | Davis 8   |     |  | Bizkaia Arena, Barakaldo Počet diváků: 14 104 Rozhodčí: Joseph Bissang (FRA), Alejandro Chiti (ARG), Alejandro Sánchez (URU) |
| 3. září 2014 21:30 | Feldeine, Sosa 4                                | Asist.            | Curry 7   |     |  | Bizkaia Arena, Barakaldo Počet diváků: 14 104 Rozhodčí: Joseph Bissang (FRA), Alejandro Chiti (ARG), Alejandro Sánchez (URU) |

| 4. září 2014 15:00 | Boxscore | Finsko                                          | 65 – 67 | Nový Zéland |  | Bizkaia Arena, Barakaldo Počet diváků: 15 483 Rozhodčí: Miguel Pérez (ESP), Alejandro Chiti (ARG), Alejandro Sánchez (URU) |
| 4. září 2014 15:00 | Boxscore | Skóre po čtvrtinách: 12:18, 20:26, 13:13, 20:10 |         |             |  | Bizkaia Arena, Barakaldo Počet diváků: 15 483 Rozhodčí: Miguel Pérez (ESP), Alejandro Chiti (ARG), Alejandro Sánchez (URU) |
| 4. září 2014 15:00 | Boxscore | Lee 17                                          | Body    | Fotu 18     |  | Bizkaia Arena, Barakaldo Počet diváků: 15 483 Rozhodčí: Miguel Pérez (ESP), Alejandro Chiti (ARG), Alejandro Sánchez (URU) |
| 4. září 2014 15:00 | Boxscore | 3 hráči 5                                       | Dosk.   | Vukona 12   |  | Bizkaia Arena, Barakaldo Počet diváků: 15 483 Rozhodčí: Miguel Pérez (ESP), Alejandro Chiti (ARG), Alejandro Sánchez (URU) |
| 4. září 2014 15:00 | Boxscore | Rannikko 7                                      | Asist.  | Tait 5      |  | Bizkaia Arena, Barakaldo Počet diváků: 15 483 Rozhodčí: Miguel Pérez (ESP), Alejandro Chiti (ARG), Alejandro Sánchez (URU) |

| 4. září 2014 17:30 |                                                 | Ukrajina | 71 – 95   | USA |  | Bizkaia Arena, Barakaldo Počet diváků: 15 486 Rozhodčí: Matej Boltauzer (SLO), Arnaud Kom Njilo (CMR), Ferdinand Pascual (PHI) |
| 4. září 2014 17:30 | Skóre po čtvrtinách: 19:14, 13:30, 22:25, 17:26 |          |           |     |  | Bizkaia Arena, Barakaldo Počet diváků: 15 486 Rozhodčí: Matej Boltauzer (SLO), Arnaud Kom Njilo (CMR), Ferdinand Pascual (PHI) |
| 4. září 2014 17:30 | Kravtsov 15                                     | Body     | Harden 17 |     |  | Bizkaia Arena, Barakaldo Počet diváků: 15 486 Rozhodčí: Matej Boltauzer (SLO), Arnaud Kom Njilo (CMR), Ferdinand Pascual (PHI) |
| 4. září 2014 17:30 | Korniyenko 6                                    | Dosk.    | Faried 8  |     |  | Bizkaia Arena, Barakaldo Počet diváků: 15 486 Rozhodčí: Matej Boltauzer (SLO), Arnaud Kom Njilo (CMR), Ferdinand Pascual (PHI) |
| 4. září 2014 17:30 | Mishula 4                                       | Asist.   | Irving 6  |     |  | Bizkaia Arena, Barakaldo Počet diváků: 15 486 Rozhodčí: Matej Boltauzer (SLO), Arnaud Kom Njilo (CMR), Ferdinand Pascual (PHI) |

| 4. září 2014 21:30 | Boxscore | Turecko                                         | 75 – 61 | Dominikánská rep. |  | Bizkaia Arena, Barakaldo Počet diváků: 10 303 Rozhodčí: Cristiano Maranho (BRA), Joseph Bissang (FRA), Milivoje Jovčić (SRB) |
| 4. září 2014 21:30 | Boxscore | Skóre po čtvrtinách: 14:13, 27:10, 19:18, 17:23 |         |                   |  | Bizkaia Arena, Barakaldo Počet diváků: 10 303 Rozhodčí: Cristiano Maranho (BRA), Joseph Bissang (FRA), Milivoje Jovčić (SRB) |
| 4. září 2014 21:30 | Boxscore | Savaş 15                                        | Body    | García 18         |  | Bizkaia Arena, Barakaldo Počet diváků: 10 303 Rozhodčí: Cristiano Maranho (BRA), Joseph Bissang (FRA), Milivoje Jovčić (SRB) |
| 4. září 2014 21:30 | Boxscore | Aşık 10                                         | Dosk.   | Martínez 9        |  | Bizkaia Arena, Barakaldo Počet diváků: 10 303 Rozhodčí: Cristiano Maranho (BRA), Joseph Bissang (FRA), Milivoje Jovčić (SRB) |
| 4. září 2014 21:30 | Boxscore | Preldžić, Tunçeri 5                             | Asist.  | Coronado 6        |  | Bizkaia Arena, Barakaldo Počet diváků: 10 303 Rozhodčí: Cristiano Maranho (BRA), Joseph Bissang (FRA), Milivoje Jovčić (SRB) |

#### Skupina D
|    |             | LIT   | SLO   | AUS   | MEX   | ANG   | KOR   | V | P | Skóre   | B |
| 1. | Litva       | ***   | 67:64 | 75:82 | 87:74 | 75:62 | 87:64 | 4 | 1 | 383:331 | 9 |
| 2. | Slovinsko   | 64:67 | ***   | 90:80 | 89:68 | 93:87 | 89:72 | 4 | 1 | 425:374 | 9 |
| 3. | Austrálie   | 82:75 | 80:90 | ***   | 70:62 | 83:91 | 89:55 | 3 | 2 | 404:373 | 8 |
| 4. | Mexiko      | 74:87 | 68:89 | 62:70 | ***   | 69:80 | 87:71 | 2 | 3 | 370:372 | 7 |
| 5. | Angola      | 62:75 | 87:93 | 91:83 | 80:69 | ***   | 80:69 | 2 | 3 | 375:399 | 7 |
| 6. | Jižní Korea | 49:79 | 72:89 | 55:89 | 71:87 | 69:80 | ***   | 0 | 5 | 316:424 | 5 |

| 30. srpna 2014 12:30 | Boxscore | Angola                                         | 80 – 69 | Jižní Korea      |  | Gran Canaria Arena, Las Palmas Počet diváků: 2 700 Rozhodčí: Elias Koromilas (GRE), Sreten Radović (CRO), Luis Vázquez (PUR) |
| 30. srpna 2014 12:30 | Boxscore | Skóre po čtvrtinách: 16:6, 20:12, 16:30, 28:21 |         |                  |  | Gran Canaria Arena, Las Palmas Počet diváků: 2 700 Rozhodčí: Elias Koromilas (GRE), Sreten Radović (CRO), Luis Vázquez (PUR) |
| 30. srpna 2014 12:30 | Boxscore | Cipriano, Moreira 16                           | Body    | Kim Sun-hyung 15 |  | Gran Canaria Arena, Las Palmas Počet diváků: 2 700 Rozhodčí: Elias Koromilas (GRE), Sreten Radović (CRO), Luis Vázquez (PUR) |
| 30. srpna 2014 12:30 | Boxscore | Moreira 10                                     | Dosk.   | Yang Hee-jong 5  |  | Gran Canaria Arena, Las Palmas Počet diváků: 2 700 Rozhodčí: Elias Koromilas (GRE), Sreten Radović (CRO), Luis Vázquez (PUR) |
| 30. srpna 2014 12:30 | Boxscore | Costa 6                                        | Asist.  | Kim Sun-hyung 5  |  | Gran Canaria Arena, Las Palmas Počet diváků: 2 700 Rozhodčí: Elias Koromilas (GRE), Sreten Radović (CRO), Luis Vázquez (PUR) |

| 30. srpna 2014 16:30 | Boxscore | Austrálie                                       | 80 – 90 | Slovinsko         |  | Gran Canaria Arena, Las Palmas Počet diváků: 5 900 Rozhodčí: Steven Anderson (USA), Reynaldo Mercedes (DOM), Eddie Viator (FRA) |
| 30. srpna 2014 16:30 | Boxscore | Skóre po čtvrtinách: 19:27, 24:22, 17:20, 20:21 |         |                   |  | Gran Canaria Arena, Las Palmas Počet diváků: 5 900 Rozhodčí: Steven Anderson (USA), Reynaldo Mercedes (DOM), Eddie Viator (FRA) |
| 30. srpna 2014 16:30 | Boxscore | Baynes 21                                       | Body    | G. Dragić 21      |  | Gran Canaria Arena, Las Palmas Počet diváků: 5 900 Rozhodčí: Steven Anderson (USA), Reynaldo Mercedes (DOM), Eddie Viator (FRA) |
| 30. srpna 2014 16:30 | Boxscore | Baynes 7                                        | Dosk.   | G. Dragić, Omić 7 |  | Gran Canaria Arena, Las Palmas Počet diváků: 5 900 Rozhodčí: Steven Anderson (USA), Reynaldo Mercedes (DOM), Eddie Viator (FRA) |
| 30. srpna 2014 16:30 | Boxscore | Dellavedova 5                                   | Asist.  | G. Dragić 4       |  | Gran Canaria Arena, Las Palmas Počet diváků: 5 900 Rozhodčí: Steven Anderson (USA), Reynaldo Mercedes (DOM), Eddie Viator (FRA) |

| 30. srpna 2014 19:00 | Boxscore | Mexiko                                          | 74 – 87 | Litva         |  | Gran Canaria Arena, Las Palmas Počet diváků: 6 200 Rozhodčí: Marcos Benito (BRA), Robert Lottermoser (GER), Kingsley Ojeaburu (NGA) |
| 30. srpna 2014 19:00 | Boxscore | Skóre po čtvrtinách: 27:22, 14:23, 12:22, 21:20 |         |               |  | Gran Canaria Arena, Las Palmas Počet diváků: 6 200 Rozhodčí: Marcos Benito (BRA), Robert Lottermoser (GER), Kingsley Ojeaburu (NGA) |
| 30. srpna 2014 19:00 | Boxscore | Cruz 21                                         | Body    | Mačiulis 19   |  | Gran Canaria Arena, Las Palmas Počet diváků: 6 200 Rozhodčí: Marcos Benito (BRA), Robert Lottermoser (GER), Kingsley Ojeaburu (NGA) |
| 30. srpna 2014 19:00 | Boxscore | Ayón 6                                          | Dosk.   | Valančiūnas 5 |  | Gran Canaria Arena, Las Palmas Počet diváků: 6 200 Rozhodčí: Marcos Benito (BRA), Robert Lottermoser (GER), Kingsley Ojeaburu (NGA) |
| 30. srpna 2014 19:00 | Boxscore | Cruz 4                                          | Asist.  | Seibutis 5    |  | Gran Canaria Arena, Las Palmas Počet diváků: 6 200 Rozhodčí: Marcos Benito (BRA), Robert Lottermoser (GER), Kingsley Ojeaburu (NGA) |

| 31. srpna 2014 12:30 | Boxscore | Jižní Korea                                     | 55 – 89 | Austrálie     |  | Gran Canaria Arena, Las Palmas Počet diváků: 5 524 Rozhodčí: Eddie Viator (FRA), Steven Anderson (USA), Kingsley Ojeaburu (NGA) |
| 31. srpna 2014 12:30 | Boxscore | Skóre po čtvrtinách: 17:26, 12:18, 12:22, 14:23 |         |               |  | Gran Canaria Arena, Las Palmas Počet diváků: 5 524 Rozhodčí: Eddie Viator (FRA), Steven Anderson (USA), Kingsley Ojeaburu (NGA) |
| 31. srpna 2014 12:30 | Boxscore | Kim 13                                          | Body    | Ingles 17     |  | Gran Canaria Arena, Las Palmas Počet diváků: 5 524 Rozhodčí: Eddie Viator (FRA), Steven Anderson (USA), Kingsley Ojeaburu (NGA) |
| 31. srpna 2014 12:30 | Boxscore | Oh 4                                            | Dosk.   | Baynes 10     |  | Gran Canaria Arena, Las Palmas Počet diváků: 5 524 Rozhodčí: Eddie Viator (FRA), Steven Anderson (USA), Kingsley Ojeaburu (NGA) |
| 31. srpna 2014 12:30 | Boxscore | Park 4                                          | Asist.  | Dellavedova 8 |  | Gran Canaria Arena, Las Palmas Počet diváků: 5 524 Rozhodčí: Eddie Viator (FRA), Steven Anderson (USA), Kingsley Ojeaburu (NGA) |

| 31. srpna 2014 16:30 | Boxscore | Slovinsko                                       | 89 – 68 | Mexiko      |  | Gran Canaria Arena, Las Palmas Počet diváků: 5 680 Rozhodčí: Marcos Benito (BRA), Elias Koromilas (GRE), Robert Lottermoser (GER) |
| 31. srpna 2014 16:30 | Boxscore | Skóre po čtvrtinách: 24:18, 22:19, 19:13, 24:18 |         |             |  | Gran Canaria Arena, Las Palmas Počet diváků: 5 680 Rozhodčí: Marcos Benito (BRA), Elias Koromilas (GRE), Robert Lottermoser (GER) |
| 31. srpna 2014 16:30 | Boxscore | Dragić 22                                       | Body    | Ayon 23     |  | Gran Canaria Arena, Las Palmas Počet diváků: 5 680 Rozhodčí: Marcos Benito (BRA), Elias Koromilas (GRE), Robert Lottermoser (GER) |
| 31. srpna 2014 16:30 | Boxscore | Murić 4                                         | Dosk.   | Hernández 5 |  | Gran Canaria Arena, Las Palmas Počet diváků: 5 680 Rozhodčí: Marcos Benito (BRA), Elias Koromilas (GRE), Robert Lottermoser (GER) |
| 31. srpna 2014 16:30 | Boxscore | Dragić 6                                        | Asist.  | Cruz 4      |  | Gran Canaria Arena, Las Palmas Počet diváků: 5 680 Rozhodčí: Marcos Benito (BRA), Elias Koromilas (GRE), Robert Lottermoser (GER) |

| 31. srpna 2014 19:00 | Boxscore | Litva                                           | 75 – 62 | Angola     |  | Gran Canaria Arena, Las Palmas Počet diváků: 5 680 Rozhodčí: Reynaldo Mercedes (DOM), Yevgeniy Mikheyev (KAZ), Luis Vázquez (PUR) |
| 31. srpna 2014 19:00 | Boxscore | Skóre po čtvrtinách: 23:22, 15:13, 25:14, 12:13 |         |            |  | Gran Canaria Arena, Las Palmas Počet diváků: 5 680 Rozhodčí: Reynaldo Mercedes (DOM), Yevgeniy Mikheyev (KAZ), Luis Vázquez (PUR) |
| 31. srpna 2014 19:00 | Boxscore | Motiejunas 12                                   | Body    | Mingas 14  |  | Gran Canaria Arena, Las Palmas Počet diváků: 5 680 Rozhodčí: Reynaldo Mercedes (DOM), Yevgeniy Mikheyev (KAZ), Luis Vázquez (PUR) |
| 31. srpna 2014 19:00 | Boxscore | Valanciunas 13                                  | Dosk.   | Mingas 9   |  | Gran Canaria Arena, Las Palmas Počet diváků: 5 680 Rozhodčí: Reynaldo Mercedes (DOM), Yevgeniy Mikheyev (KAZ), Luis Vázquez (PUR) |
| 31. srpna 2014 19:00 | Boxscore | Seibutis 4                                      | Asist.  | Cipriano 3 |  | Gran Canaria Arena, Las Palmas Počet diváků: 5 680 Rozhodčí: Reynaldo Mercedes (DOM), Yevgeniy Mikheyev (KAZ), Luis Vázquez (PUR) |

| 2. září 2014 19:00 | Boxscore | Jižní Korea                                     | 72 – 89 | Slovinsko |  | Gran Canaria Arena, Las Palmas Počet diváků: 8 190 Rozhodčí: Steven Anderson (USA), Robert Lottermoser (GER), Yevgeniy Mikheyev (KAZ) |
| 2. září 2014 19:00 | Boxscore | Skóre po čtvrtinách: 21:19, 18:21, 17:30, 16:19 |         |           |  | Gran Canaria Arena, Las Palmas Počet diváků: 8 190 Rozhodčí: Steven Anderson (USA), Robert Lottermoser (GER), Yevgeniy Mikheyev (KAZ) |
| 2. září 2014 19:00 | Boxscore | Lee 12                                          | Body    | Dragić 22 |  | Gran Canaria Arena, Las Palmas Počet diváků: 8 190 Rozhodčí: Steven Anderson (USA), Robert Lottermoser (GER), Yevgeniy Mikheyev (KAZ) |
| 2. září 2014 19:00 | Boxscore | Kim 6                                           | Dosk.   | Omić 11   |  | Gran Canaria Arena, Las Palmas Počet diváků: 8 190 Rozhodčí: Steven Anderson (USA), Robert Lottermoser (GER), Yevgeniy Mikheyev (KAZ) |
| 2. září 2014 19:00 | Boxscore | Moon 3                                          | Asist.  | Dragić 4  |  | Gran Canaria Arena, Las Palmas Počet diváků: 8 190 Rozhodčí: Steven Anderson (USA), Robert Lottermoser (GER), Yevgeniy Mikheyev (KAZ) |

| 2. září 2014 12:30 | Boxscore | Angola                                          | 55 – 79 | Mexiko       |  | Gran Canaria Arena, Las Palmas Počet diváků: 5 565 Rozhodčí: Sreten Radović (CRO), Elias Koromilas (GRE), Eddie Viator (FRA) |
| 2. září 2014 12:30 | Boxscore | Skóre po čtvrtinách: 20:15, 15:21, 10:21, 10:22 |         |              |  | Gran Canaria Arena, Las Palmas Počet diváků: 5 565 Rozhodčí: Sreten Radović (CRO), Elias Koromilas (GRE), Eddie Viator (FRA) |
| 2. září 2014 12:30 | Boxscore | Joaquim 13                                      | Body    | Hernández 24 |  | Gran Canaria Arena, Las Palmas Počet diváků: 5 565 Rozhodčí: Sreten Radović (CRO), Elias Koromilas (GRE), Eddie Viator (FRA) |
| 2. září 2014 12:30 | Boxscore | Moreira 9                                       | Dosk.   | Gustavo 12   |  | Gran Canaria Arena, Las Palmas Počet diváků: 5 565 Rozhodčí: Sreten Radović (CRO), Elias Koromilas (GRE), Eddie Viator (FRA) |
| 2. září 2014 12:30 | Boxscore | Barros 3                                        | Asist.  | Cruz 4       |  | Gran Canaria Arena, Las Palmas Počet diváků: 5 565 Rozhodčí: Sreten Radović (CRO), Elias Koromilas (GRE), Eddie Viator (FRA) |

| 2. září 2014 16:30 | Boxscore | Austrálie                                      | 82 – 75 | Litva       |  | Gran Canaria Arena, Las Palmas Počet diváků: 5 657 Rozhodčí: Reynaldo Mercedes (DOM), Marcos Benito (BRA), Luis Vázquez (PUR) |
| 2. září 2014 16:30 | Boxscore | Skóre po čtvrtinách: 30:20, 17:8, 15:28, 20:19 |         |             |  | Gran Canaria Arena, Las Palmas Počet diváků: 5 657 Rozhodčí: Reynaldo Mercedes (DOM), Marcos Benito (BRA), Luis Vázquez (PUR) |
| 2. září 2014 16:30 | Boxscore | Ingles 18                                      | Body    | Seibutis 21 |  | Gran Canaria Arena, Las Palmas Počet diváků: 5 657 Rozhodčí: Reynaldo Mercedes (DOM), Marcos Benito (BRA), Luis Vázquez (PUR) |
| 2. září 2014 16:30 | Boxscore | Baynes 6                                       | Dosk.   | Valanciunas |  | Gran Canaria Arena, Las Palmas Počet diváků: 5 657 Rozhodčí: Reynaldo Mercedes (DOM), Marcos Benito (BRA), Luis Vázquez (PUR) |
| 2. září 2014 16:30 | Boxscore | Ingles 4                                       | Asist.  | Seibutis 3  |  | Gran Canaria Arena, Las Palmas Počet diváků: 5 657 Rozhodčí: Reynaldo Mercedes (DOM), Marcos Benito (BRA), Luis Vázquez (PUR) |

| 3. září 2014 16:30 | Boxscore | Slovinsko                                       | 93 – 87 | Angola    |  | Gran Canaria Arena, Las Palmas Počet diváků: 5 558 Rozhodčí: Eddie Viator (FRA), Reynaldo Mercedes (DOM), Kingsley Ojeaburu (NGA) |
| 3. září 2014 16:30 | Boxscore | Skóre po čtvrtinách: 17:17, 27:16, 21:23, 28:21 |         |           |  | Gran Canaria Arena, Las Palmas Počet diváků: 5 558 Rozhodčí: Eddie Viator (FRA), Reynaldo Mercedes (DOM), Kingsley Ojeaburu (NGA) |
| 3. září 2014 16:30 | Boxscore | Lorbek 17                                       | Body    | Fortes 21 |  | Gran Canaria Arena, Las Palmas Počet diváků: 5 558 Rozhodčí: Eddie Viator (FRA), Reynaldo Mercedes (DOM), Kingsley Ojeaburu (NGA) |
| 3. září 2014 16:30 | Boxscore | Dragić                                          | Dosk.   | Moore 6   |  | Gran Canaria Arena, Las Palmas Počet diváků: 5 558 Rozhodčí: Eddie Viator (FRA), Reynaldo Mercedes (DOM), Kingsley Ojeaburu (NGA) |
| 3. září 2014 16:30 | Boxscore | Lorbek 4                                        | Asist.  | Costa 6   |  | Gran Canaria Arena, Las Palmas Počet diváků: 5 558 Rozhodčí: Eddie Viator (FRA), Reynaldo Mercedes (DOM), Kingsley Ojeaburu (NGA) |

| 3. září 2014 19:00 | Boxscore | Litva                                          | 79 – 49 | Jižní Korea |  | Gran Canaria Arena, Las Palmas Počet diváků: 7 850 Rozhodčí: Elias Koromilas (GRE), Steven Anderson (USA), Yevgeniy Mikheyev (KAZ) |
| 3. září 2014 19:00 | Boxscore | Skóre po čtvrtinách: 17:19, 22:10, 18:4, 22:16 |         |             |  | Gran Canaria Arena, Las Palmas Počet diváků: 7 850 Rozhodčí: Elias Koromilas (GRE), Steven Anderson (USA), Yevgeniy Mikheyev (KAZ) |
| 3. září 2014 19:00 | Boxscore | Juskevicius 20                                 | Body    | Moon 15     |  | Gran Canaria Arena, Las Palmas Počet diváků: 7 850 Rozhodčí: Elias Koromilas (GRE), Steven Anderson (USA), Yevgeniy Mikheyev (KAZ) |
| 3. září 2014 19:00 | Boxscore | Valanciunas 8                                  | Dosk.   | Oh 4        |  | Gran Canaria Arena, Las Palmas Počet diváků: 7 850 Rozhodčí: Elias Koromilas (GRE), Steven Anderson (USA), Yevgeniy Mikheyev (KAZ) |
| 3. září 2014 19:00 | Boxscore | Motiejunas 5                                   | Asist.  | Kim 4       |  | Gran Canaria Arena, Las Palmas Počet diváků: 7 850 Rozhodčí: Elias Koromilas (GRE), Steven Anderson (USA), Yevgeniy Mikheyev (KAZ) |

| 3. září 2014 12:30 | Boxscore | Mexiko                                          | 62 – 70 | Austrálie  |  | Gran Canaria Arena, Las Palmas Počet diváků: 5 494 Rozhodčí: Sreten Radović (CRO), Robert Lottermoser (GER), Luis Vázquez (PUR) |
| 3. září 2014 12:30 | Boxscore | Skóre po čtvrtinách: 19:22, 13:11, 13:26, 17:11 |         |            |  | Gran Canaria Arena, Las Palmas Počet diváků: 5 494 Rozhodčí: Sreten Radović (CRO), Robert Lottermoser (GER), Luis Vázquez (PUR) |
| 3. září 2014 12:30 | Boxscore | Ayon 11                                         | Body    | Baynes 21  |  | Gran Canaria Arena, Las Palmas Počet diváků: 5 494 Rozhodčí: Sreten Radović (CRO), Robert Lottermoser (GER), Luis Vázquez (PUR) |
| 3. září 2014 12:30 | Boxscore | Ayon 9                                          | Dosk.   | Andersen 7 |  | Gran Canaria Arena, Las Palmas Počet diváků: 5 494 Rozhodčí: Sreten Radović (CRO), Robert Lottermoser (GER), Luis Vázquez (PUR) |
| 3. září 2014 12:30 | Boxscore | Mendez 5                                        | Asist.  | Ingles 5   |  | Gran Canaria Arena, Las Palmas Počet diváků: 5 494 Rozhodčí: Sreten Radović (CRO), Robert Lottermoser (GER), Luis Vázquez (PUR) |

| 4. září 2014 12:30 | Boxscore | Austrálie                                       | 83 – 91 | Angola     |  | Gran Canaria Arena, Las Palmas Počet diváků: 5 647 Rozhodčí: Sreten Radović (CRO), Yevgeniy Mikheyev (KAZ), Robert Lottermoser (GER) |
| 4. září 2014 12:30 | Boxscore | Skóre po čtvrtinách: 22:17, 20:12, 23:34, 18:28 |         |            |  | Gran Canaria Arena, Las Palmas Počet diváků: 5 647 Rozhodčí: Sreten Radović (CRO), Yevgeniy Mikheyev (KAZ), Robert Lottermoser (GER) |
| 4. září 2014 12:30 | Boxscore | Goulding 22                                     | Body    | Moreira 38 |  | Gran Canaria Arena, Las Palmas Počet diváků: 5 647 Rozhodčí: Sreten Radović (CRO), Yevgeniy Mikheyev (KAZ), Robert Lottermoser (GER) |
| 4. září 2014 12:30 | Boxscore | Goulding 6                                      | Dosk.   | Moreira 15 |  | Gran Canaria Arena, Las Palmas Počet diváků: 5 647 Rozhodčí: Sreten Radović (CRO), Yevgeniy Mikheyev (KAZ), Robert Lottermoser (GER) |
| 4. září 2014 12:30 | Boxscore | Exum 6                                          | Asist.  | Costa 6    |  | Gran Canaria Arena, Las Palmas Počet diváků: 5 647 Rozhodčí: Sreten Radović (CRO), Yevgeniy Mikheyev (KAZ), Robert Lottermoser (GER) |

| 4. září 2014 16:30 | Boxscore | Jižní Korea                                     | 71 – 87 | Mexiko       |  | Gran Canaria Arena, Las Palmas Rozhodčí: Marcos Benito (BRA), Kingsley Ojeaburu (NGA), Luis Vázquez (PUR) |
| 4. září 2014 16:30 | Boxscore | Skóre po čtvrtinách: 11:18, 19:22, 17:21, 24:26 |         |              |  | Gran Canaria Arena, Las Palmas Rozhodčí: Marcos Benito (BRA), Kingsley Ojeaburu (NGA), Luis Vázquez (PUR) |
| 4. září 2014 16:30 | Boxscore | Moon 16                                         | Body    | Hernández 16 |  | Gran Canaria Arena, Las Palmas Rozhodčí: Marcos Benito (BRA), Kingsley Ojeaburu (NGA), Luis Vázquez (PUR) |
| 4. září 2014 16:30 | Boxscore | Yang 5                                          | Dosk.   | Hernández 11 |  | Gran Canaria Arena, Las Palmas Rozhodčí: Marcos Benito (BRA), Kingsley Ojeaburu (NGA), Luis Vázquez (PUR) |
| 4. září 2014 16:30 | Boxscore | Yang 4                                          | Asist.  | Mendéz 4     |  | Gran Canaria Arena, Las Palmas Rozhodčí: Marcos Benito (BRA), Kingsley Ojeaburu (NGA), Luis Vázquez (PUR) |

| 4. září 2014 20:30 | Boxscore | Litva                                          | 67 – 64 | Slovinsko |  | Gran Canaria Arena, Las Palmas Počet diváků: 9 713 Rozhodčí: Steven Anderson (USA), Elias Koromilas (GRE), Eddie Viator (FRA) |
| 4. září 2014 20:30 | Boxscore | Skóre po čtvrtinách: 22:24, 14:20, 19:18, 12:2 |         |           |  | Gran Canaria Arena, Las Palmas Počet diváků: 9 713 Rozhodčí: Steven Anderson (USA), Elias Koromilas (GRE), Eddie Viator (FRA) |
| 4. září 2014 20:30 | Boxscore | Valanciunas 12                                 | Body    | Lorbek 14 |  | Gran Canaria Arena, Las Palmas Počet diváků: 9 713 Rozhodčí: Steven Anderson (USA), Elias Koromilas (GRE), Eddie Viator (FRA) |
| 4. září 2014 20:30 | Boxscore | Lavrinovic 8                                   | Dosk.   | Omić 8    |  | Gran Canaria Arena, Las Palmas Počet diváků: 9 713 Rozhodčí: Steven Anderson (USA), Elias Koromilas (GRE), Eddie Viator (FRA) |
| 4. září 2014 20:30 | Boxscore | Juskevicius 3                                  | Asist.  | Dragić 4  |  | Gran Canaria Arena, Las Palmas Počet diváků: 9 713 Rozhodčí: Steven Anderson (USA), Elias Koromilas (GRE), Eddie Viator (FRA) |

## Vyřazovací boje
|  | Osmifinále        | Osmifinále |           |     | Čtvrtfinále   | Čtvrtfinále   |  |  | Semifinále | Semifinále |  |  | Finále | Finále |
|  |                   |            |           |     |               |               |  |  |            |            |  |  |        |        |
|  |                   |            |           |     |               |               |  |  |            |            |  |  |        |        |
|  |                   |            |           |     |               |               |  |  |            |            |  |  |        |        |
|  | Španělsko         | 89         |           |     |               |               |  |  |            |            |  |  |        |        |
|  | Španělsko         | 89         |           |     |               |               |  |  |            |            |  |  |        |        |
|  | Senegal           | 56         |           |     |               |               |  |  |            |            |  |  |        |        |
|  | Senegal           | 56         | Španělsko | 52  |               |               |  |  |            |            |  |  |        |        |
|  |                   |            | Španělsko | 52  |               |               |  |  |            |            |  |  |        |        |
|  |                   | Francie    | 65        |     |               |               |  |  |            |            |  |  |        |        |
|  | Chorvatsko        | Francie    | 65        | 64  |               |               |  |  |            |            |  |  |        |        |
|  | Chorvatsko        |            |           | 64  |               |               |  |  |            |            |  |  |        |        |
|  | Francie           | 69         |           |     |               |               |  |  |            |            |  |  |        |        |
|  | Francie           | 69         | Francie   | 85  |               |               |  |  |            |            |  |  |        |        |
|  |                   |            | Francie   | 85  |               |               |  |  |            |            |  |  |        |        |
|  |                   | Srbsko     | 90        |     |               |               |  |  |            |            |  |  |        |        |
|  | Řecko             | Srbsko     | 90        | 72  |               |               |  |  |            |            |  |  |        |        |
|  | Řecko             |            |           | 72  |               |               |  |  |            |            |  |  |        |        |
|  | Srbsko            | 90         |           |     |               |               |  |  |            |            |  |  |        |        |
|  | Srbsko            | 90         | Srbsko    | 84  |               |               |  |  |            |            |  |  |        |        |
|  |                   |            | Srbsko    | 84  |               |               |  |  |            |            |  |  |        |        |
|  |                   | Brazílie   | 56        |     |               |               |  |  |            |            |  |  |        |        |
|  | Brazílie          | Brazílie   | 56        | 85  |               |               |  |  |            |            |  |  |        |        |
|  | Brazílie          |            |           | 85  |               |               |  |  |            |            |  |  |        |        |
|  | Argentina         | 65         |           |     |               |               |  |  |            |            |  |  |        |        |
|  | Argentina         | 65         | Srbsko    | 92  |               |               |  |  |            |            |  |  |        |        |
|  |                   |            | Srbsko    | 92  |               |               |  |  |            |            |  |  |        |        |
|  |                   | USA        | 129       |     |               |               |  |  |            |            |  |  |        |        |
|  | USA               | USA        | 129       | 86  |               |               |  |  |            |            |  |  |        |        |
|  | USA               |            |           | 86  |               |               |  |  |            |            |  |  |        |        |
|  | Mexiko            | 63         |           |     |               |               |  |  |            |            |  |  |        |        |
|  | Mexiko            | 63         | USA       | 119 |               |               |  |  |            |            |  |  |        |        |
|  |                   |            | USA       | 119 |               |               |  |  |            |            |  |  |        |        |
|  |                   | Slovinsko  | 76        |     |               |               |  |  |            |            |  |  |        |        |
|  | Slovinsko         | Slovinsko  | 76        | 71  |               |               |  |  |            |            |  |  |        |        |
|  | Slovinsko         |            |           | 71  |               |               |  |  |            |            |  |  |        |        |
|  | Dominikánská rep. | 61         |           |     |               |               |  |  |            |            |  |  |        |        |
|  | Dominikánská rep. | 61         | USA       | 96  |               |               |  |  |            |            |  |  |        |        |
|  |                   |            | USA       | 96  |               |               |  |  |            |            |  |  |        |        |
|  |                   | Litva      | 68        |     | O třetí místo | O třetí místo |  |  |            |            |  |  |        |        |
|  | Litva             | Litva      | 68        | 76  | O třetí místo | O třetí místo |  |  |            |            |  |  |        |        |
|  | Litva             |            |           | 76  |               |               |  |  |            |            |  |  |        |        |
|  | Nový Zéland       | 71         |           |     |               |               |  |  |            |            |  |  |        |        |
|  | Nový Zéland       | 71         | Litva     | 73  | Francie       | 95            |  |  |            |            |  |  |        |        |
|  |                   |            | Litva     | 73  | Francie       | 95            |  |  |            |            |  |  |        |        |
|  |                   | Turecko    | 61        |     | Litva         | 93            |  |  |            |            |  |  |        |        |
|  | Turecko           | Turecko    | 61        | 65  | Litva         | 93            |  |  |            |            |  |  |        |        |
|  | Turecko           |            |           | 65  |               |               |  |  |            |            |  |  |        |        |
|  | Austrálie         | 64         |           |     |               |               |  |  |            |            |  |  |        |        |
|  | Austrálie         | 64         |           |     |               |               |  |  |            |            |  |  |        |        |

### Osmifinále
| 6. září 2014 16:00 | Boxscore | USA                                             | 86 – 63 | Mexiko         |  | Palau Sant Jordi, Barcelona Počet diváků: 14 200 Rozhodčí: Eddie Viator (FRA), Carlos Julio (ANG), Oļegs Latiševs (LAT) |
| 6. září 2014 16:00 | Boxscore | Skóre po čtvrtinách: 23:13, 19:14, 24:11, 20:25 |         |                |  | Palau Sant Jordi, Barcelona Počet diváků: 14 200 Rozhodčí: Eddie Viator (FRA), Carlos Julio (ANG), Oļegs Latiševs (LAT) |
| 6. září 2014 16:00 | Boxscore | Curry 20                                        | Body    | Ayon 25        |  | Palau Sant Jordi, Barcelona Počet diváků: 14 200 Rozhodčí: Eddie Viator (FRA), Carlos Julio (ANG), Oļegs Latiševs (LAT) |
| 6. září 2014 16:00 | Boxscore | Faried 8                                        | Dosk.   | Ayon 8         |  | Palau Sant Jordi, Barcelona Počet diváků: 14 200 Rozhodčí: Eddie Viator (FRA), Carlos Julio (ANG), Oļegs Latiševs (LAT) |
| 6. září 2014 16:00 | Boxscore | Curry 4                                         | Asist.  | J. Gutierrez 3 |  | Palau Sant Jordi, Barcelona Počet diváků: 14 200 Rozhodčí: Eddie Viator (FRA), Carlos Julio (ANG), Oļegs Latiševs (LAT) |

| 6. září 2014 18:00 | Boxscore | Francie                                       | 69 – 64 | Chorvatsko    |  | Palacio de Deportes de la Comunidad de Madrid, Madrid Počet diváků: 12 600 Rozhodčí: Anthony Jordan (USA), José Reyes (MEX), Borys Ryzhyk (UKR) |
| 6. září 2014 18:00 | Boxscore | Skóre po čtvrtinách: 7:15, 16:7, 23:12, 23:30 |         |               |  | Palacio de Deportes de la Comunidad de Madrid, Madrid Počet diváků: 12 600 Rozhodčí: Anthony Jordan (USA), José Reyes (MEX), Borys Ryzhyk (UKR) |
| 6. září 2014 18:00 | Boxscore | Batum 14                                      | Body    | Bogdanović 27 |  | Palacio de Deportes de la Comunidad de Madrid, Madrid Počet diváků: 12 600 Rozhodčí: Anthony Jordan (USA), José Reyes (MEX), Borys Ryzhyk (UKR) |
| 6. září 2014 18:00 | Boxscore | Gelabale 6                                    | Dosk.   | Šarić 7       |  | Palacio de Deportes de la Comunidad de Madrid, Madrid Počet diváků: 12 600 Rozhodčí: Anthony Jordan (USA), José Reyes (MEX), Borys Ryzhyk (UKR) |
| 6. září 2014 18:00 | Boxscore | Diaw 5                                        | Asist.  | Lafayette 6   |  | Palacio de Deportes de la Comunidad de Madrid, Madrid Počet diváků: 12 600 Rozhodčí: Anthony Jordan (USA), José Reyes (MEX), Borys Ryzhyk (UKR) |

| 6. září 2014 20:00 | Boxscore | Dominikánská rep.                               | 61 – 71 | Slovinsko    |  | Palau Sant Jordi, Barcelona Počet diváků: 10 324 Rozhodčí: Christos Christodoulou (GRE), Alejandro Chiti (ARG), Juan González (ESP) |
| 6. září 2014 20:00 | Boxscore | Skóre po čtvrtinách: 15:15, 13:23, 20:16, 13:17 |         |              |  | Palau Sant Jordi, Barcelona Počet diváků: 10 324 Rozhodčí: Christos Christodoulou (GRE), Alejandro Chiti (ARG), Juan González (ESP) |
| 6. září 2014 20:00 | Boxscore | Feldeine 18                                     | Body    | Z. Dragić 18 |  | Palau Sant Jordi, Barcelona Počet diváků: 10 324 Rozhodčí: Christos Christodoulou (GRE), Alejandro Chiti (ARG), Juan González (ESP) |
| 6. září 2014 20:00 | Boxscore | Martinez 11                                     | Dosk.   | Slokar 6     |  | Palau Sant Jordi, Barcelona Počet diváků: 10 324 Rozhodčí: Christos Christodoulou (GRE), Alejandro Chiti (ARG), Juan González (ESP) |
| 6. září 2014 20:00 | Boxscore | Feldeine 3                                      | Asist.  | G. Dragić 6  |  | Palau Sant Jordi, Barcelona Počet diváků: 10 324 Rozhodčí: Christos Christodoulou (GRE), Alejandro Chiti (ARG), Juan González (ESP) |

| 6. září 2014 22:00 | Boxscore | Španělsko                                       | 89 – 56 | Senegal    |  | Palacio de Deportes de la Comunidad de Madrid, Madrid Počet diváků: 13 400 Rozhodčí: Sreten Radović (CRO), Matej Boltauzer (SLO), Robert Lottermoser (GER) |
| 6. září 2014 22:00 | Boxscore | Skóre po čtvrtinách: 23:17, 18:11, 21:15, 27:13 |         |            |  | Palacio de Deportes de la Comunidad de Madrid, Madrid Počet diváků: 13 400 Rozhodčí: Sreten Radović (CRO), Matej Boltauzer (SLO), Robert Lottermoser (GER) |
| 6. září 2014 22:00 | Boxscore | P. Gasol 17                                     | Body    | Faye 12    |  | Palacio de Deportes de la Comunidad de Madrid, Madrid Počet diváků: 13 400 Rozhodčí: Sreten Radović (CRO), Matej Boltauzer (SLO), Robert Lottermoser (GER) |
| 6. září 2014 22:00 | Boxscore | M. Gasol 6                                      | Dosk.   | Dieng 7    |  | Palacio de Deportes de la Comunidad de Madrid, Madrid Počet diváků: 13 400 Rozhodčí: Sreten Radović (CRO), Matej Boltauzer (SLO), Robert Lottermoser (GER) |
| 6. září 2014 22:00 | Boxscore | Rubio 6                                         | Asist.  | Dalmeida 4 |  | Palacio de Deportes de la Comunidad de Madrid, Madrid Počet diváků: 13 400 Rozhodčí: Sreten Radović (CRO), Matej Boltauzer (SLO), Robert Lottermoser (GER) |

| 7. září 2014 16:00 | Boxscore | Nový Zéland                                    | 71 – 76 | Litva          |  | Palau Sant Jordi, Barcelona Počet diváků: 7783 Rozhodčí: Ilija Belošević (SRB), Alejandro Chiti (ARG), Ferdinand Pascual (PHI) |
| 7. září 2014 16:00 | Boxscore | Skóre po čtvrtinách: 9:23, 17:13, 24:22, 21:18 |         |                |  | Palau Sant Jordi, Barcelona Počet diváků: 7783 Rozhodčí: Ilija Belošević (SRB), Alejandro Chiti (ARG), Ferdinand Pascual (PHI) |
| 7. září 2014 16:00 | Boxscore | Webster 26                                     | Body    | Valanciunas 22 |  | Palau Sant Jordi, Barcelona Počet diváků: 7783 Rozhodčí: Ilija Belošević (SRB), Alejandro Chiti (ARG), Ferdinand Pascual (PHI) |
| 7. září 2014 16:00 | Boxscore | Vukona 10                                      | Dosk.   | Valanciunas 13 |  | Palau Sant Jordi, Barcelona Počet diváků: 7783 Rozhodčí: Ilija Belošević (SRB), Alejandro Chiti (ARG), Ferdinand Pascual (PHI) |
| 7. září 2014 16:00 | Boxscore | Penney 3                                       | Asist.  | Seibutis 5     |  | Palau Sant Jordi, Barcelona Počet diváků: 7783 Rozhodčí: Ilija Belošević (SRB), Alejandro Chiti (ARG), Ferdinand Pascual (PHI) |

| 7. září 2014 18:00 | Boxscore | Srbsko                                          | 90 – 72 | Řecko         |  | Palacio de Deportes de la Comunidad de Madrid, Madrid Počet diváků: 13 100 Rozhodčí: Michael Aylen (AUS), Robert Lottermoser (GER), Stephen Seibel (CAN) |
| 7. září 2014 18:00 | Boxscore | Skóre po čtvrtinách: 23:20, 23:22, 18:13, 26:17 |         |               |  | Palacio de Deportes de la Comunidad de Madrid, Madrid Počet diváků: 13 100 Rozhodčí: Michael Aylen (AUS), Robert Lottermoser (GER), Stephen Seibel (CAN) |
| 7. září 2014 18:00 | Boxscore | Bogdanović 21                                   | Body    | Calathes 14   |  | Palacio de Deportes de la Comunidad de Madrid, Madrid Počet diváků: 13 100 Rozhodčí: Michael Aylen (AUS), Robert Lottermoser (GER), Stephen Seibel (CAN) |
| 7. září 2014 18:00 | Boxscore | Bjelica 10                                      | Dosk.   | Kaimakoglou 6 |  | Palacio de Deportes de la Comunidad de Madrid, Madrid Počet diváků: 13 100 Rozhodčí: Michael Aylen (AUS), Robert Lottermoser (GER), Stephen Seibel (CAN) |
| 7. září 2014 18:00 | Boxscore | Teodošić 5                                      | Asist.  | Printezis 5   |  | Palacio de Deportes de la Comunidad de Madrid, Madrid Počet diváků: 13 100 Rozhodčí: Michael Aylen (AUS), Robert Lottermoser (GER), Stephen Seibel (CAN) |

| 7. září 2014 20:00 | Boxscore | Turecko                                         | 65 – 64 | Austrálie     |  | Palau Sant Jordi, Barcelona Počet diváků: 6339 Rozhodčí: Cristiano Maranho (BRA), Steven Anderson (USA), Oļegs Latiševs (LAT) |
| 7. září 2014 20:00 | Boxscore | Skóre po čtvrtinách: 15:18, 19:17, 12:15, 19:14 |         |               |  | Palau Sant Jordi, Barcelona Počet diváků: 6339 Rozhodčí: Cristiano Maranho (BRA), Steven Anderson (USA), Oļegs Latiševs (LAT) |
| 7. září 2014 20:00 | Boxscore | Güler 16                                        | Body    | Baynes 15     |  | Palau Sant Jordi, Barcelona Počet diváků: 6339 Rozhodčí: Cristiano Maranho (BRA), Steven Anderson (USA), Oļegs Latiševs (LAT) |
| 7. září 2014 20:00 | Boxscore | Preldzic 7                                      | Dosk.   | Baynes 7      |  | Palau Sant Jordi, Barcelona Počet diváků: 6339 Rozhodčí: Cristiano Maranho (BRA), Steven Anderson (USA), Oļegs Latiševs (LAT) |
| 7. září 2014 20:00 | Boxscore | Tunçeri 3                                       | Asist.  | Dellavedova 5 |  | Palau Sant Jordi, Barcelona Počet diváků: 6339 Rozhodčí: Cristiano Maranho (BRA), Steven Anderson (USA), Oļegs Latiševs (LAT) |

| 7. září 2014 22:00 | Boxscore | Brazílie                                        | 85 – 65 | Argentina   |  | Palacio de Deportes de la Comunidad de Madrid, Madrid Počet diváků: 13 450 Rozhodčí: Luigi Lamonica (ITA), Sreten Radović (CRO), Jorge Vázquez (PUR) |
| 7. září 2014 22:00 | Boxscore | Skóre po čtvrtinách: 13:21, 20:15, 24:13, 28:16 |         |             |  | Palacio de Deportes de la Comunidad de Madrid, Madrid Počet diváků: 13 450 Rozhodčí: Luigi Lamonica (ITA), Sreten Radović (CRO), Jorge Vázquez (PUR) |
| 7. září 2014 22:00 | Boxscore | Neto 21                                         | Body    | Prigioni 18 |  | Palacio de Deportes de la Comunidad de Madrid, Madrid Počet diváků: 13 450 Rozhodčí: Luigi Lamonica (ITA), Sreten Radović (CRO), Jorge Vázquez (PUR) |
| 7. září 2014 22:00 | Boxscore | Varejao 9                                       | Dosk.   | Scola 7     |  | Palacio de Deportes de la Comunidad de Madrid, Madrid Počet diváků: 13 450 Rozhodčí: Luigi Lamonica (ITA), Sreten Radović (CRO), Jorge Vázquez (PUR) |
| 7. září 2014 22:00 | Boxscore | Varejao 4                                       | Asist.  | Scola 3     |  | Palacio de Deportes de la Comunidad de Madrid, Madrid Počet diváků: 13 450 Rozhodčí: Luigi Lamonica (ITA), Sreten Radović (CRO), Jorge Vázquez (PUR) |

### Čtvrtfinále
| 9. září 2014 17:00 | BoxScore | Litva                                           | 73 – 61 | Turecko    |  | Palau Sant Jordi, Barcelona Počet diváků: 9752 Rozhodčí: Juan González (ESP), Stephen Seibel (CAN), Eddie Viator (FRA) |
| 9. září 2014 17:00 | BoxScore | Skóre po čtvrtinách: 13:18, 20:10, 14:16, 26:17 |         |            |  | Palau Sant Jordi, Barcelona Počet diváků: 9752 Rozhodčí: Juan González (ESP), Stephen Seibel (CAN), Eddie Viator (FRA) |
| 9. září 2014 17:00 | BoxScore | Seibutis 19                                     | Body    | Gönlüm 13  |  | Palau Sant Jordi, Barcelona Počet diváků: 9752 Rozhodčí: Juan González (ESP), Stephen Seibel (CAN), Eddie Viator (FRA) |
| 9. září 2014 17:00 | BoxScore | Valanciunas 13                                  | Dosk.   | Asik 10    |  | Palau Sant Jordi, Barcelona Počet diváků: 9752 Rozhodčí: Juan González (ESP), Stephen Seibel (CAN), Eddie Viator (FRA) |
| 9. září 2014 17:00 | BoxScore | Pocius 3                                        | Asist.  | Preldzić 5 |  | Palau Sant Jordi, Barcelona Počet diváků: 9752 Rozhodčí: Juan González (ESP), Stephen Seibel (CAN), Eddie Viator (FRA) |

| 9. září 2014 21:00 | BoxScore | Slovinsko                                       | 76 – 119 | USA         |  | Palau Sant Jordi, Barcelona Počet diváků: 13 674 Rozhodčí: Cristiano Maranho (BRA), Robert Lottermoser (GER), Ferdinand Pascual (PHI) |
| 9. září 2014 21:00 | BoxScore | Skóre po čtvrtinách: 22:29, 20:20, 22:37, 12:33 |          |             |  | Palau Sant Jordi, Barcelona Počet diváků: 13 674 Rozhodčí: Cristiano Maranho (BRA), Robert Lottermoser (GER), Ferdinand Pascual (PHI) |
| 9. září 2014 21:00 | BoxScore | G. Dragić 13                                    | Body     | Thompson 20 |  | Palau Sant Jordi, Barcelona Počet diváků: 13 674 Rozhodčí: Cristiano Maranho (BRA), Robert Lottermoser (GER), Ferdinand Pascual (PHI) |
| 9. září 2014 21:00 | BoxScore | Balažić 6                                       | Dosk.    | Davis 11    |  | Palau Sant Jordi, Barcelona Počet diváků: 13 674 Rozhodčí: Cristiano Maranho (BRA), Robert Lottermoser (GER), Ferdinand Pascual (PHI) |
| 9. září 2014 21:00 | BoxScore | G. Dragić 4                                     | Asist.   | Rose 5      |  | Palau Sant Jordi, Barcelona Počet diváků: 13 674 Rozhodčí: Cristiano Maranho (BRA), Robert Lottermoser (GER), Ferdinand Pascual (PHI) |

| 10. září 2014 18:00 |                                                 | Srbsko | 84 – 56    | Brazílie |  | Palacio de Deportes de la Comunidad de Madrid, Madrid Počet diváků: 12 550 Rozhodčí: Steven Anderson (USA), José Reyes (MEX), Borys Ryzhyk (UKR) |
| 10. září 2014 18:00 | Skóre po čtvrtinách: 21:17, 16:15, 29:12, 18:12 |        |            |          |  | Palacio de Deportes de la Comunidad de Madrid, Madrid Počet diváků: 12 550 Rozhodčí: Steven Anderson (USA), José Reyes (MEX), Borys Ryzhyk (UKR) |
| 10. září 2014 18:00 | Teodošić 23                                     | Body   | Varejao 12 |          |  | Palacio de Deportes de la Comunidad de Madrid, Madrid Počet diváků: 12 550 Rozhodčí: Steven Anderson (USA), José Reyes (MEX), Borys Ryzhyk (UKR) |
| 10. září 2014 18:00 | Bjelica 8                                       | Dosk.  | Varajeo 9  |          |  | Palacio de Deportes de la Comunidad de Madrid, Madrid Počet diváků: 12 550 Rozhodčí: Steven Anderson (USA), José Reyes (MEX), Borys Ryzhyk (UKR) |
| 10. září 2014 18:00 | Bjelica 5                                       | Asist. | Huertas 9  |          |  | Palacio de Deportes de la Comunidad de Madrid, Madrid Počet diváků: 12 550 Rozhodčí: Steven Anderson (USA), José Reyes (MEX), Borys Ryzhyk (UKR) |

| 10. září 2014 22:00 |                                               | Francie | 65 – 52     | Španělsko |  | Palacio de Deportes de la Comunidad de Madrid, Madrid Počet diváků: 13 673 Rozhodčí: Luigi Lamonica (ITA), Michael Aylen (AUS), Oļegs Latiševs (LAT) |
| 10. září 2014 22:00 | Skóre po čtvrtinách: 15:15, 20:13, 7:15, 23:9 |         |             |           |  | Palacio de Deportes de la Comunidad de Madrid, Madrid Počet diváků: 13 673 Rozhodčí: Luigi Lamonica (ITA), Michael Aylen (AUS), Oļegs Latiševs (LAT) |
| 10. září 2014 22:00 | Diaw 15                                       | Body    | P. Gasol 17 |           |  | Palacio de Deportes de la Comunidad de Madrid, Madrid Počet diváků: 13 673 Rozhodčí: Luigi Lamonica (ITA), Michael Aylen (AUS), Oļegs Latiševs (LAT) |
| 10. září 2014 22:00 | Gobert 13                                     | Dosk.   | P. Gasol 8  |           |  | Palacio de Deportes de la Comunidad de Madrid, Madrid Počet diváků: 13 673 Rozhodčí: Luigi Lamonica (ITA), Michael Aylen (AUS), Oļegs Latiševs (LAT) |
| 10. září 2014 22:00 | Heurtel 4                                     | Asist.  | Fernandez 3 |           |  | Palacio de Deportes de la Comunidad de Madrid, Madrid Počet diváků: 13 673 Rozhodčí: Luigi Lamonica (ITA), Michael Aylen (AUS), Oļegs Latiševs (LAT) |

### Semifinále
| 11. září 2014 21:00 |                                                 | USA    | 96 – 68        | Litva |  | Palau Sant Jordi, Barcelona Počet diváků: 15 070 Rozhodčí: José Reyes (MEX), Matej Boltauzer (SLO), Sreten Radović (CRO) |
| 11. září 2014 21:00 | Skóre po čtvrtinách: 21:16, 22:19, 33:14, 20:19 |        |                |       |  | Palau Sant Jordi, Barcelona Počet diváků: 15 070 Rozhodčí: José Reyes (MEX), Matej Boltauzer (SLO), Sreten Radović (CRO) |
| 11. září 2014 21:00 | Irving 18                                       | Body   | Valanciunas 15 |       |  | Palau Sant Jordi, Barcelona Počet diváků: 15 070 Rozhodčí: José Reyes (MEX), Matej Boltauzer (SLO), Sreten Radović (CRO) |
| 11. září 2014 21:00 | Gay 7                                           | Dosk.  | Kuzminskas 9   |       |  | Palau Sant Jordi, Barcelona Počet diváků: 15 070 Rozhodčí: José Reyes (MEX), Matej Boltauzer (SLO), Sreten Radović (CRO) |
| 11. září 2014 21:00 | Irving 4                                        | Asist. | Seibutis 2     |       |  | Palau Sant Jordi, Barcelona Počet diváků: 15 070 Rozhodčí: José Reyes (MEX), Matej Boltauzer (SLO), Sreten Radović (CRO) |

| 12. září 2014 22:00 |                                                 | Francie | 85 – 90     | Srbsko |  | Palacio de Deportes de la Comunidad de Madrid, Madrid Počet diváků: 13 470 Rozhodčí: Cristiano Maranho (BRA), Alejandro Chiti (ARG), Christos Christodoulou (GRE) |
| 12. září 2014 22:00 | Skóre po čtvrtinách: 15:21, 17:25, 14:15, 39:29 |         |             |        |  | Palacio de Deportes de la Comunidad de Madrid, Madrid Počet diváků: 13 470 Rozhodčí: Cristiano Maranho (BRA), Alejandro Chiti (ARG), Christos Christodoulou (GRE) |
| 12. září 2014 22:00 | Batum 35                                        | Body    | Teodošić 24 |        |  | Palacio de Deportes de la Comunidad de Madrid, Madrid Počet diváků: 13 470 Rozhodčí: Cristiano Maranho (BRA), Alejandro Chiti (ARG), Christos Christodoulou (GRE) |
| 12. září 2014 22:00 | Diaw 10                                         | Dosk.   | Bjelica 7   |        |  | Palacio de Deportes de la Comunidad de Madrid, Madrid Počet diváků: 13 470 Rozhodčí: Cristiano Maranho (BRA), Alejandro Chiti (ARG), Christos Christodoulou (GRE) |
| 12. září 2014 22:00 | Heurtel 6                                       | Asist.  | Marković 5  |        |  | Palacio de Deportes de la Comunidad de Madrid, Madrid Počet diváků: 13 470 Rozhodčí: Cristiano Maranho (BRA), Alejandro Chiti (ARG), Christos Christodoulou (GRE) |

### Finále
| 14. září 2014 21:00 |                                                 | USA    | 129 – 92            | Srbsko |  | Palacio de Deportes de la Comunidad de Madrid, Madrid Počet diváků: 13 673 Rozhodčí: Stephen Seibel (CAN), Borys Ryzhyk (UKR), Eddie Viator (FRA) |
| 14. září 2014 21:00 | Skóre po čtvrtinách: 35:21, 32:20, 38:26, 24:25 |        |                     |        |  | Palacio de Deportes de la Comunidad de Madrid, Madrid Počet diváků: 13 673 Rozhodčí: Stephen Seibel (CAN), Borys Ryzhyk (UKR), Eddie Viator (FRA) |
| 14. září 2014 21:00 | Irving 26                                       | Body   | Bjelica, Kalinić 18 |        |  | Palacio de Deportes de la Comunidad de Madrid, Madrid Počet diváků: 13 673 Rozhodčí: Stephen Seibel (CAN), Borys Ryzhyk (UKR), Eddie Viator (FRA) |
| 14. září 2014 21:00 | Cousins 9                                       | Dosk.  | Marković 6          |        |  | Palacio de Deportes de la Comunidad de Madrid, Madrid Počet diváků: 13 673 Rozhodčí: Stephen Seibel (CAN), Borys Ryzhyk (UKR), Eddie Viator (FRA) |
| 14. září 2014 21:00 | Rose 6                                          | Asist. | Teodošić 7          |        |  | Palacio de Deportes de la Comunidad de Madrid, Madrid Počet diváků: 13 673 Rozhodčí: Stephen Seibel (CAN), Borys Ryzhyk (UKR), Eddie Viator (FRA) |

### Zápas o 3. místo
| 13. září 2014 18:00 |                                                 | Litva  | 93 – 95     | Francie |  | Palacio de Deportes de la Comunidad de Madrid, Madrid Počet diváků: 11 800 Rozhodčí: Steven Anderson (USA), Ilija Belošević (SRB), Juan González (ESP) |
| 13. září 2014 18:00 | Skóre po čtvrtinách: 19:22, 23:21, 29:21, 22:31 |        |             |         |  | Palacio de Deportes de la Comunidad de Madrid, Madrid Počet diváků: 11 800 Rozhodčí: Steven Anderson (USA), Ilija Belošević (SRB), Juan González (ESP) |
| 13. září 2014 18:00 | Valanciunas 25                                  | Body   | Batum 27    |         |  | Palacio de Deportes de la Comunidad de Madrid, Madrid Počet diváků: 11 800 Rozhodčí: Steven Anderson (USA), Ilija Belošević (SRB), Juan González (ESP) |
| 13. září 2014 18:00 | Valanciunas 9                                   | Dosk.  | Lauvergne 9 |         |  | Palacio de Deportes de la Comunidad de Madrid, Madrid Počet diváků: 11 800 Rozhodčí: Steven Anderson (USA), Ilija Belošević (SRB), Juan González (ESP) |
| 13. září 2014 18:00 | Seibutis 4                                      | Asist. | Diaw 4      |         |  | Palacio de Deportes de la Comunidad de Madrid, Madrid Počet diváků: 11 800 Rozhodčí: Steven Anderson (USA), Ilija Belošević (SRB), Juan González (ESP) |

## Soupisky
1.  USA 
| - Stephen Curry - Klay Thompson - Derrick Rose | - Kenneth Faried - Rudy Gay - DeMar DeRozan | - Kyrie Irving - Mason Plumlee - DeMarcus Cousins | - James Harden - Anthony Davis - Andre Drummond |

- Trenér: Mike Krzyzewski.

2.  Srbsko 
| - Miloš Teodosić - Marko Simonović - Stefan Jović | - Bogdan Bogdanović - Nemanja Bjelica - Stefan Marković | - Nikola Kalinić - Stefan Birčević - Nenad Krstić | - Miroslav Raduljica - Raško Katić - Vladimir Štimac |

- Trenér: Aleksandar Ðorđević.

3.  Francie 
| - Thomas Heurtel - Nicolas Batum - Antoine Diot | - Joffrey Lauvergne - Charles Kahudi - Edwin Jackson | - Evan Fournier - Florent Piétrus - Rudy Gobert | - Boris Diaw - Kim Tillie - Mickaël Gélabale |

- Trenér: Vincent Collet.

4.  Litva 
| - Martynas Pocius - Adas Juškevičius - Mindaugas Kuzminskas | - Darjuš Lavrinovič - Jonas Mačiulis - Renaldas Seibutis | - Simas Jasaitis - Donatas Motiejūnas - Kšyštof Lavrinovič | - Paulius Jankūnas - Jonas Valančiūnas - Šarūnas Vasiliauskas |

- Trenér: Jonas Kazlauskas.

5.  Španělsko 
| - Pau Gasol Sáez - Rodolfo “Rudy” Fernández Farrés - Sergio Rodríguez Gómez | - Juan Carlos Navarro Feijóo - José Manuel Calderón Borrallo - Felipe Reyes Cabanas | - Víctor Claver Arocas - Ricard “Ricky” Rubio Vives - Sergio Llull Melià | - Marc Gasol Sáez - Serge Jonas Ibaka N’Gobila - Alejandro “Álex” Abrines Redondo |

- Trenér: Juan Antonio Orenga Forcada.

6.  Brazílie 
| - Marcelo Magalhães Machado “Marcelinho Machado” - Raul Togni Neto “Raulzinho” - Rafael Hettsheimeir Estevão | - Larry Taylor - Alex Ribeiro Garcia - Marcelo Tieppo Huertas “Marcelinho Huertas” | - Leandro Mateus Barbosa “Leandrinho” - Anderson França Varejão - Guilherme Giovannoni | - Maybyner Rodney Hilário “Nenê” - Marcus Vinícius Vieira de Sousa “Marquinhos” - Tiago Splitter Beims |

- Trenér: Rubén Pablo Magnano.

7.  Slovinsko 
| - Jure Balažič - Uroš Slokar - Aleksej Nikolič | - Klemen Prepelič - Edo Murič - Jaka Blažič | - Miha Zupan - Goran Dragič - Zoran Dragič | - Domen Lorbek - Jaka Klobučar - Alen Omić |

- Trenér: Jure Zdovc.

8.  Turecko 
| - Cedi Osman - Sinan Güler - Barış Ermiş | - Cenk Akyol - Barış Hersek - Emir Preldžić | - Kerem Tunçeri - Oğuz Savaş - Kerem Gönlüm | - Ender Arslan - Ömer Aşık - Furkan Aldemir |

- Trenér: Ergin Ataman.

9.  Řecko 
| - Vangelis Mantzaris - Giannis Bourousis - Nikos Zisis | - Kostas Vasiliadis - Nick Calathes - Andreas Glyniadakis | - Kostas Papanikolaou - Kostas Sloukas - Kostas Kaimakoglou | - Giannis Adetokunbo - Ian Vougioukas - Georgios Printezis |

- Trenér: Fotis Katsikaris.

10.  Chorvatsko 
| - Ante Tomić - Lukša Andrić - Oliver Lafayette | - Bojan Bogdanović - Dario Šarić - Damjan Rudež | - Roko Ukić - Krunoslav Simon - Damir Markota | - Mario Hezonja - Luka Žorić - Luka Babić |

- Trenér: Jasmin Repeša.

11.  Argentina 
| - Luis Alberto Scola - Tayavek Gallizzi - Marcos Daniel Mata | - Facundo “Facu” Campazzo - Pablo Prigioni - Nicolás Laprovíttola | - Leonardo Martín “Leo” Gutiérrez - Marcos Delía - Walter Herrmann | - Andrés Marcelo Nocioni - Matías Bortolin - Selem Safar |

- Trenér: Julio César Lamas.

12.  Austrálie 
| - Chris Goulding - Ryan Broekhoff - Adam Gibson | - Joe Ingles - Brad Newley - Matthew Dellavedova | - Cameron Bairstow - Dante Exum - Aron Baynes | - David Andersen - Brock Motum - Nathan Jawai |

- Trenér: Andrej Lemanis.

13.  Dominikánská republika 
| - Édgar Rafael Sosa - Elpidio Manuel Fortuna Lara - Juan Silvestre Coronado Gil | - Víctor Antonio Liz López - Edward Santana Pimentel - Francisco Alberto García | - James Earl Feldeine Padilla - Eloy Antonio Camacho Vargas - Orlando Emilio Sánchez Caminero | - Eulis Rafael Báez Benjamín - Ronald Ricardo Ramón Guerrero - Jack Michael Martínez |

- Trenér: Orlando Antigua Fernández.

14.  Mexiko 
| - Paul Michael Stoll - Marco Antonio Ramos Esquivel - Román Eduardo Martínez | - Jorge Iván Gutiérrez Cárdenas - Gustavo Alfonso Ayón Aguirre - Francisco Javier Cruz Saldívar | - Israel Gutiérrez Zermeño - Pedro David Meza Rogel - Héctor Humberto Hernández Gallegos | - Orlando Homero Méndez Valdez - Rodrigo Adrián Zamora Fernández - Adam Oswald Parada de los Reyes |

- Trenér: Sergio Valdeolmillos Moreno.

15.  Nový Zéland 
| - Lindsay Tait - Everard Bartlett - Kirk Penney | - Mika Vukona - Jarrod Kenny - Corey Webster | - Thomas Abercrombie - Benny Charles “B.J.” Anthony - Isaac Mana Fotu | - Casey Frank - Rob Loe - Tai Webster |

- Trenér: Nenad Vučinić.

16.  Senegal 
| - Thierno Niang - Xane d’Almeida - Ibrahima Thomas | - Mamadou N’Doye - Mohamed Diop - Malèye N’Doye | - Djibril Thiam - Mouhammad Faye - Maurice N’Dour | - Hamady N’Diaye - Gorgui Dieng - Pape Abdou Badji |

- Trenér: Cheikh Sarr.

17.  Angola 
| - Olímpio Cipriano - Armando Carlos Silva Costa - Roberto Duete Fortes | - Edson Alfredo da Costa N’Doniema - Hermenegildo “Gildo” Chico dos Santos - Valdelício Macanga Maia Joaquim | - Joaquim Brandão Gomes - Reggie Moore - Yannick Pires Moreira | - Islando Patrício Sebastião Manuel - Milton Lourenço Rosa Barros - Eduardo Fernando Mingas |

- Trenér: Paulo Jorge Morais Rebelo de Macedo.

18.  Ukrajina 
| - Maxym Pustozvonov - Eugene “Pooh” Jeter - Oleksandr Mišula | - Svjatoslav Mychajlčuk - Sergij Gladyr - Oleksandr Lypovyj | - Kyrylo Natjažko - Dmytro Zabirčenko - Maxym Kornienko | - Igor Zajcev - Artem Pustovyj - Vjačeslav Kravcov |

- Trenér: Mike Fratello.

19.  Portoriko 
| - Ramón Clemente - José Juan Barea Mora - Alexander Demetri “Alex” Franklin | - Carlos Alberto Arroyo Bermúdez - Ángel Daniel Vassallo Colón - Carlos Rubén Rivera Ruiz | - Jorge Bryan Díaz - Ricardo “Ricky” Sánchez Rosa - David Huertas Solivan | - Renaldo Miguel Balkman - Alex Galindo Rodríguez - Daniel Gregg Santiago Lynn |

- Trenér: Francisco “Paco” Olmos Hernández.

20.  Írán 
| - Rouzbeh Arghavan - Sajjad Mashayekhi - Behnam Yakhchali | - Mehdi Kamrani - Arsalan Kazemi - Arman Zangeneh | - Hamed Afagh - Oshin Sahakian - Asghar Kardoust | - Mohammad Jamshidi - Samad Nikkhah Bahrami - Hamed Haddadi |

- Trenér: Mehmed “Memi” Bečirovič.

21.  Filipíny 
| - Jim “Jimmy” Olmedo Alapag - Lewis Alfred “L.A.” Tenorio - Jeffrei Allan “Jeff” Chan | - Jayson Castro William - Gary David - Ranidel Rozal de Ocampo | - Gabriel Daniel “Gabe” Norwood - Andray Blatche - June Mar Fajardo | - Paul John Dalistan Lee - Japeth Paul Cabrera Aguilar - Jean Marc Pingris |

- Trenér: Vincent “Chot” Reyes.

22.  Finsko 
| - Mikko Koivisto - Erik Murphy - Kimmo Muurinen | - Shawn Huff - Gerald Lee - Sasu Salin | - Tuukka Kotti - Petteri Koponen - Matti Nuutinen | - Hanno Möttölä - Antero Lehto - Teemu Rannikko |

- Trenér: Henrik Dettmann.

23.  Korejská republika 
| - Moon Tae-jong - Park Chan-hee - Yang Dong-geun | - Kim Tae-sool - Lee Jong-hyun - Kim Sun-hyung | - Cho Sung-min - Yang Hee-jong - Kim Joo-sung | - Heo Il-young - Oh Se-geun - Kim Jong-gyu |

- Trenér: Yoo Jae-hak.

24.  Egypt 
| - Seif Samir - Amir el-Gendi - Haytham Kamal | - Wael Badr - Moamen Abouelenein - Ibrahim el-Gammal | - Mouhanad el-Sabbagh - Sherif Genidy - Youssef Shousha | - Moustafa el-Mekkawi - Rami Ibrahim - Ashraf Rabie |

- Trenér: Amir Aboulkheir.

## Rozhodčí
| - Carlos Julio - Alejandro Chiti - Michael Aylen - Vaughan Mayberry - Marcos Benito - Cristiano Maranho - Arnaud Kom Njilo - Stephen Seibel - Michael Weiland - Sreten Radović - Reynaldo Mercedes - Joseph Bissang - Eddie Viator - Robert Lottermoser | - Christos Christodoulou - Elias Koromilas - Guerrino Cerebuch - Luigi Lamonica - Yuji Hirahara - Jevgenij Michejev - Mohammad Al-Amiri - Oļegs Latiševs - José Reyes - Kingsley Ojeaburu - Ferdinand Pascual - Fernando Rocha - Jorge Vázquez | - Luis Vázquez - Ilija Belošević - Milivoje Jovčić - Matej Boltauzer - Juan Arteaga - Juan González - Benjamin Jiménez - Miguel Pérez - Rüştü Nuran - Borys Ryzhyk - Steven Anderson - Anthony Jordan - Alejandro Sánchez |

## Konečné pořadí
| 17.              | Mistrovství světa 2014 | Z | V | P | Skóre   | Pořadí*** |
| ---------------- | ---------------------- | - | - | - | ------- | --------- |
| Zlatá medaile    | USA                    | 9 | 9 | 0 | 941:644 | 1         |
| Stříbrná medaile | Srbsko                 | 9 | 5 | 4 | 743:720 | 4.        |
| Bronzová medaile | Francie                | 9 | 5 | 4 | 690:656 | 3.        |
| 4.               | Litva                  | 9 | 6 | 3 | 693:654 | 1.        |
| 5.               | Španělsko              | 7 | 6 | 1 | 581:435 | 1.        |
| 6.               | Brazílie               | 7 | 5 | 2 | 557:482 | 2.        |
| 7.               | Slovinsko              | 7 | 5 | 2 | 572:554 | 2.        |
| 8.               | Turecko                | 7 | 4 | 3 | 491:509 | 2.        |
| 9.               | Řecko                  | 6 | 5 | 1 | 489:439 | 1.        |
| 10.              | Chorvatsko             | 6 | 3 | 3 | 478:467 | 2.        |
| 11.              | Argentina              | 6 | 3 | 3 | 485:456 | 3.        |
| 12.              | Austrálie              | 6 | 3 | 3 | 468:438 | 3.        |
| 13.              | Dominikánská rep.      | 6 | 2 | 4 | 408:457 | 3.        |
| 14.              | Mexiko                 | 6 | 2 | 4 | 433:458 | 4.        |
| 15.              | Nový Zéland            | 6 | 2 | 4 | 418:452 | 4.        |
| 16.              | Senegal                | 6 | 2 | 4 | 404:488 | 4.        |
| 17.              | Angola                 | 5 | 2 | 3 | 375:399 | 5.        |
| 18.              | Ukrajina               | 5 | 2 | 3 | 344:369 | 5.        |
| 19.              | Portoriko              | 5 | 1 | 4 | 388:446 | 5.        |
| 20.              | Írán                   | 5 | 1 | 4 | 344:406 | 5.        |
| 21.              | Filipíny               | 5 | 1 | 4 | 383:404 | 6.        |
| 22.              | Finsko                 | 5 | 1 | 4 | 342:408 | 6.        |
| 23.              | Jižní Korea            | 5 | 0 | 5 | 316:424 | 6.        |
| 24.              | Egypt                  | 5 | 0 | 5 | 311:486 | 6.        |

*** Pořadí po základní skupině